# Fritz Lang

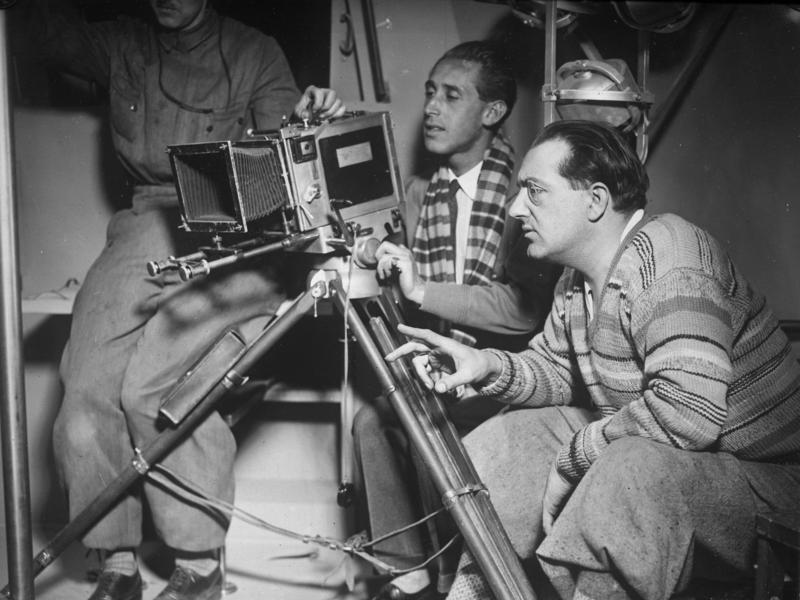
Fritz Lang mit dem Kameramann Curt Courant (Mitte) bei den Dreharbeiten zum Stummfilm Frau im Mond (1929)

Friedrich „Fritz“ Christian Anton Lang (* 5. Dezember 1890 in Wien; † 2. August 1976 in Beverly Hills, Kalifornien) war ein österreichisch-deutsch-US-amerikanischer Schauspieler, Filmregisseur und Drehbuchautor. Nach seiner Heirat mit der deutschen Drehbuchautorin Thea von Harbou erwarb der Österreicher 1922 auch die deutsche und nach seiner Emigration 1939 die US-amerikanische Staatsbürgerschaft.
Lang prägte die Filmgeschichte mit, indem er – vor allem in der Ära des späten Stummfilms und des frühen Tonfilms – neue ästhetische und technische Maßstäbe setzte. Seine Stummfilme erzählen zumeist utopische und fantastische Geschichten, die in einer expressiv düsteren Atmosphäre inszeniert wurden. In seinen Tonfilmen rückte er einzelne Menschen und deren innere Beweggründe in den Mittelpunkt; ihre Themen waren dem Alltagsleben entnommen und basierten häufig auf Presseberichten. Der Stummfilm Metropolis (1927) und der Tonfilm M (1931) gehören zu den Meilensteinen der deutschen und internationalen Filmgeschichte. In den Vereinigten Staaten drehte er bedeutende Film Noirs wie Blinde Wut (1936), Gefährliche Begegnung (1944), Straße der Versuchung (1945) und Heißes Eisen (1953), weshalb er auch oft zu den Mitbegründern des Genres gezählt wird.

## Leben und Wirken

### Elternhaus

Adolf Endls Todes-Anzeige nennt Fritz Langs Großmutter Johanna Endl als Witwe, Fritz Langs Vater Anton Lang als Endls [Stief]Sohn, Fritz Langs Mutter Paula Lang als Endls Schwiegertochter und Fritz Langs Bruder Adolf Lang als Endls Enkel.

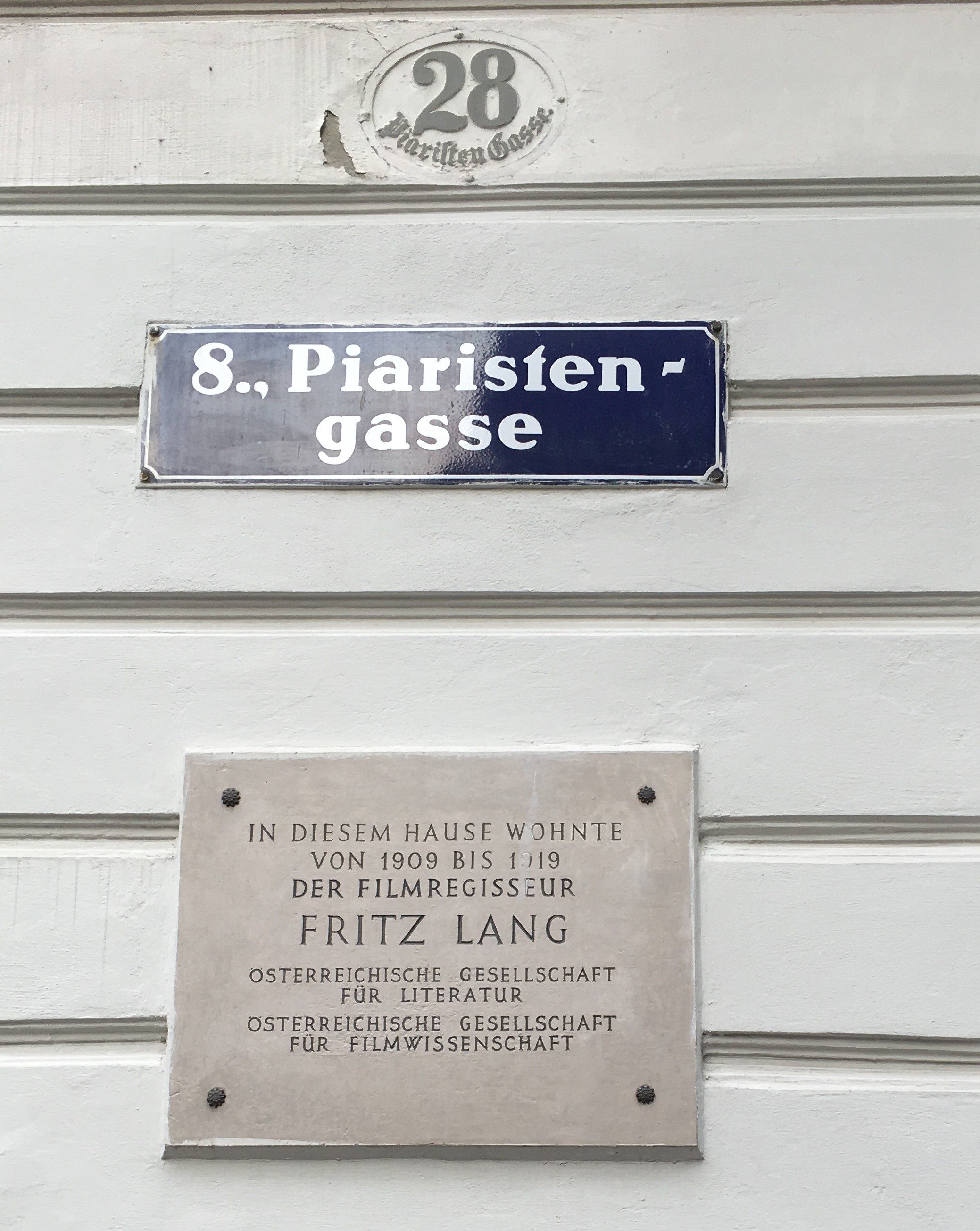
Die Familie Lang wohnte seit 1900 nachweislich im Haus Zeltgasse 1 (zugleich Piaristengasse 28 und Neudeggergasse 23), womit die Gedenktafel fehlerhaft ist.

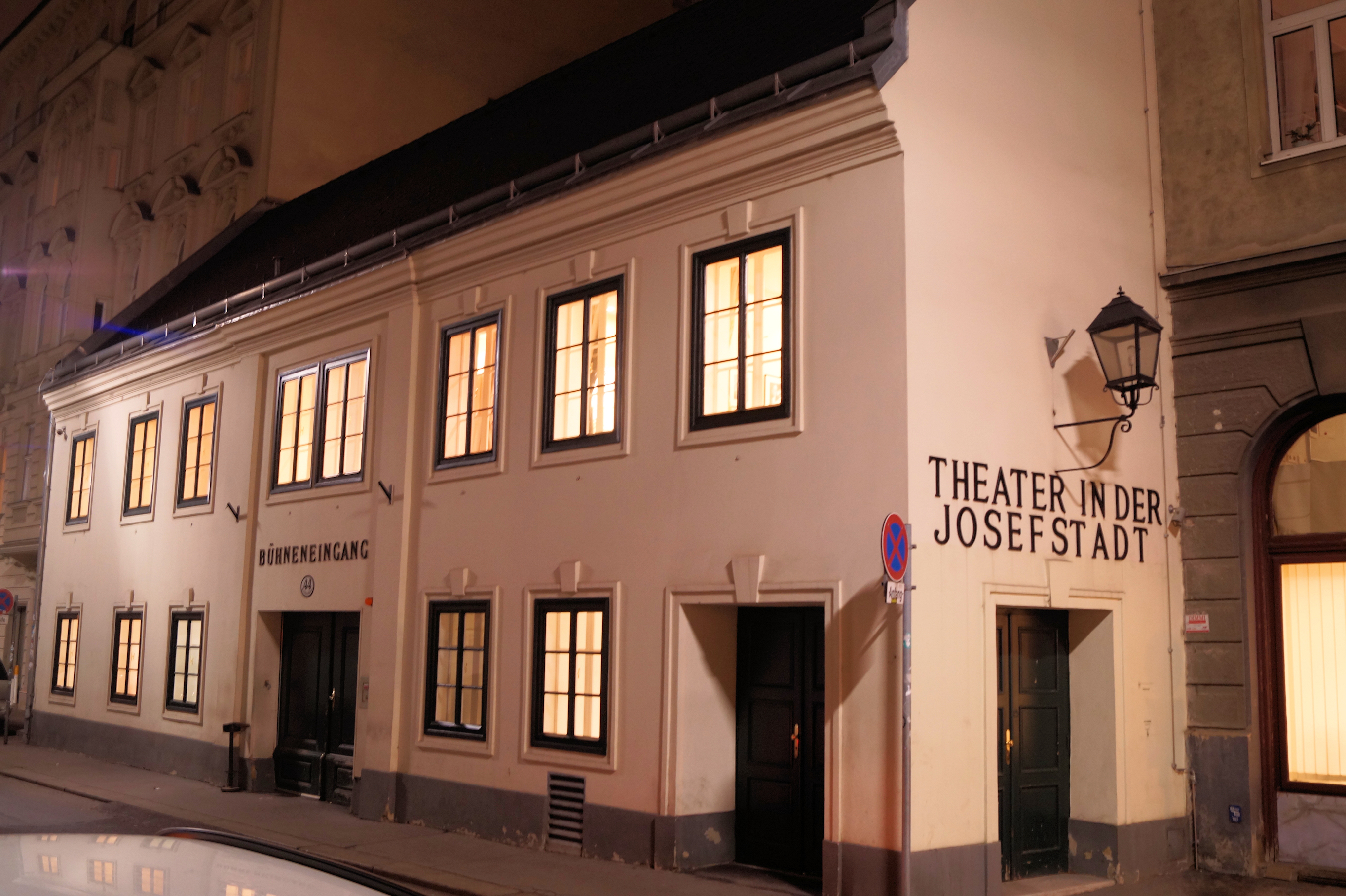
Von 1893 bis 1900 wohnte Fritz Lang im Haus Piaristengasse 41, vis-a-vis des Bühneneingangs des Theaters in der Josefstadt (Piaristengasse 44).

Handelsgerichtliche Kundmachung zum Bauunternehmen von Fritz Langs Mutter Paula Lang „A. Lang & Cie“.

Friedrich „Fritz“ Lang wuchs in Wien als Sohn des Stadtbaumeisters Anton Lang (1860–1940) und der Bauunternehmerin Paula Lang, geborene Pauline Schlesinger (1864–1920), auf. Fritz Langs Vater stammte aus Wien, seine Mutter aus Brünn, beide starben in Gars am Kamp, wo sie auch begraben liegen. Nach der 1883 geschlossenen Zivilehe ließen sich Fritz Langs Eltern im Sommer 1900 römisch-katholisch taufen und trauen. Der bereits bei seiner Geburt 1860 katholisch getaufte, aber wegen der 1883 erfolgten Ziviltrauung mit der Jüdin Paula Schlesinger konfessionslos gewordene Vater kehrte somit äußerlich zum katholischen Glauben zurück. Fritz Langs Mutter, die 1920 auf das Sterbesakrament verzichtet hat, erachtete die katholische Taufe und Erziehung ihrer beiden Söhne Adolf (1884–1961) und Fritz sowie ihrer Tochter (1897–1897), die allerdings totgeboren wurde, als gesellschaftlich wichtig. Aufgrund seiner römisch-katholischen Sozialisation behandelt Fritz Lang in seinen Filmen immer wieder vom Katholizismus beeinflusste Motive und Themen, ohne selbst ausgeprägt religiös zu sein.
Fritz Lang war ein Stiefenkel des österreichischen Architekten Adolf Endl (1847–1887), was von Fritz Langs Biografen Jahrzehnte lang in Abrede gestellt wurde, obwohl die Verwandtschaft durch amtliche Archivalien und öffentliche Dokumente, wie Adolf Endls Parte zweifelsfrei belegt ist, die Fritz Langs Großmutter Johanna Endl als „Gattin“, Fritz Langs Vater Anton Lang als Endls „Sohn“, Fritz Langs Mutter Paula Lang als Endls „Schwiegertochter“ und Fritz Langs Bruder Adolf Lang als Endls „Enkel“ nennt.
An Fritz Langs Elternhaus, Zeltgasse 1 (zugleich Piaristengasse 28 und Neudeggergasse 23) im achten Bezirk, wo er abgesehen von seinen Münchner (1912/13–1913/14) und Pariser Studienaufenthalten (Sommer 1913, 1914) sowie seines Kriegsdienstes (1915–1918) von 1900 bis zu seiner Mitte September 1918 erfolgten Übersiedlung nach Berlin wohnte, ist seit 1979 eine inhaltlich fehlerhafte Gedenktafel angebracht, was der Fritz-Lang-Experte und Lang-Vertraute Cornelius Schnauber bereits 1986 bedauert hat: „Die Fritz–Lang–Gedenktafel am Wohnhaus in der Piaristengasse in Wien enthält leider falsche Daten.“

### Ausbildung
Nach dem Abschluss der Schottenfelder Realschule begann Fritz Lang im Wintersemester 1909/10 auf Wunsch der Eltern, die hofften, dass zumindest einer ihrer beiden Söhne den Familienbetrieb übernehme, ein Bauingenieurstudium an der Technischen Hochschule in Wien. Über seine Wiener Jugend- und Studentenjahre, seine Familie und Vorfahren hat Lang bewusst wenig berichtet, vielmehr das wenige Bekannte bzw. Mitgeteilte durch widersprüchliche Orts- und Zeitangaben sowie nachweislich irreführende Behauptungen vernebelt. „Spekulation bleiben auch die umfangreichen Europa– und Weltreisen, die Lang nach eigenen Erzählungen vor dem Ersten Weltkrieg unternommen haben will. Sie lassen sich nicht nachweisen.“ Vielmehr galt sein Interesse dem Studium der Malerei. Der Kulturwissenschaftler Andreas Weigel konnte nachweisen, dass Fritz Lang im Wintersemester 1910/11 bei der Aufnahmsprüfung von der Wiener Akademie der bildenden Künste als Schüler abgelehnt wurde, was er zeitlebens verschwiegen hat, obwohl es durch das „Zeugnis-Protokoll der Allgemeinen Malerschule 1905/06 bis 1910/11“ zweifelsfrei dokumentiert ist. Ende 1911 schuf er für die von der Wiener Werkstätte gegründete Theater- und Kabarett-Bühne „Fledermaus“ ein Plakat, das sich bald zum Klassiker entwickelt hat. Im Wintersemester 1912/13 begann er sein drei Semester dauerndes Studium an der Königlichen Kunstgewerbeschule München, wie das von Claudia Schmalhofer im Rahmen ihrer Dissertation (2005) erstellte „Verzeichnis der Schülerinnen und Schüler der Königlichen Kunstgewerbeschule München“ belegt. Im Spätfrühling und Sommer 1913 und 1914 ergänzte er seine Ausbildung durch Kurse an der Académie Julian und Académie Ranson in Paris. Der Abschluss von Langs Ausbildung zum akademischen Maler wurde durch den Ersten Weltkrieg vereitelt. Während des Weltkriegs, im April 1918, hat Lang erneut die Aufnahme in die Wiener Akademie der bildenden Künste angestrebt und diesmal erreicht, wobei folgende „Vorbildung“ vermerkt wurde: „Realmatura, 1 ½ J[ahre] Kunstgewerbeschule in München, 1 J[ahr] Akademie in Paris, Res[erve] L[eutnant].“

### Erster Weltkrieg
Mit Beginn des Ersten Weltkriegs kehrte Lang 1914 nach Wien zurück. Im August 1914 lebte er im Landhaus seiner Eltern in Gars am Kamp, wovon ein Brief zeugt, in dem er detailliert seine letzten Tage in Paris und die turbulente Rückkehr nach Österreich beschreibt. Im November 1914 wurde er von der Stellungskommission als zum Landsturmdienste mit der Waffe geeignet gemustert und im Jänner 1915 als Einjährig-Freiwilliger zum Kriegsdienst eingezogen, worauf er sich beim Einsatz an der Front durch große Tapferkeit auszeichnete.
Von Juni bis Dezember 1915 soll Fritz Lang in Luttenberg in der Steiermark (dem heutigen Ljutomer im Osten Sloweniens) eine Ausbildung zum Reserveoffizier erhalten und im Haus des örtlichen Anwalts Karel Grossmann gelebt haben. Angeblich hat Lang in dieser Zeit, angeregt durch örtliche, traditionelle Töpfereien, auch in Terrakotta gearbeitet. Zwei seiner Porträt-Büsten und zwei Gartenvasen (teils signiert und datiert) werden heute in der Slowenischen Cinematheque (Slovenska kinoteka) in Ljubljana verwahrt. Spätere Filmideen und Ausstattungsmotive Langs sollen sich angeblich auf Anregungen durch Grossmanns Bibliothek und Sammlungen sowie die Architektur und Archäologie der Stadt Ljutomer und ihrer Umgebung zurückführen lassen. Gegen die Darstellung, „daß Lang sich von Juni bis Dezember 1915 in […] Ljutomer, […] aufgehalten haben soll […], sprechen die Angaben, die Lang in seinen Militärpapieren machte, vor allem aber die Einträge in seinem persönlichen Kriegstagebuch. […] Wie dieser Aufenthalt in Ljutomer, wenn er denn tatsächlich stattgefunden hat, sich zeitlich in seine militärische Ausbildung einfügt, bleibt unklar.“ Fritz Langs amtliche Militärpapiere widersprechen dem Ljutomer-Aufenthalt. Es existiert zwar eine datierte und signierte Fotografie, die der spätere Film-Regisseur Fritz Lang am 16. Februar 1916 Karol Grossmann aus einem Spital in Köflach zugesandt haben soll. Allerdings war Lang im Frühjahr 1916 tausend Kilometer entfernt an der russischen Front, wo er am 17. Juni 1916 eine Schulterverletzung erlitten hat. Zudem entsprechen die Köflacher und Ljutomerer Signaturen nicht den von Fritz Lang bekannten Signaturen, weshalb es sich wahrscheinlich um einen Namensvetter Fritz Langs handelt.
Langs im Juni 1916 erlittene Kriegsverletzung brachte ihm Genesungsurlaub und zurück nach Wien, wo er Kontakte zu Filmleuten knüpfte und ab 1917 als Drehbuchautor für Joe May zu arbeiten begann (u. a. später bei Die Herrin der Welt und Das indische Grabmal). 1917 musste Lang wieder in den Krieg zurückkehren, wurde jedoch 1918 nach einer zweiten Verwundung für kriegsuntauglich erklärt.
1918 will Fritz Lang in Heinrich Gilardones Kriegs-Propaganda-Spektakel „Der Hias“ im Wiener Ronacher für eine stattliche Gage die Hauptrolle des verwundeten Leutnants gespielt haben, was schwer zu bestätigen bzw. zu widerlegen ist, weil auch 1918 bei den Wiener Aufführungen (wie zuvor in Deutschland) bewusst weder die Namen der Darsteller genannt, geschweige denn Gagen gezahlt wurden: „Es ist wohl überflüssig zu betonen, daß sämtliche Mitwirkenden, denen sich auch einige Damen der Gesellschaft angeschlossen haben, keinerlei Spielhonorar beziehen, die gesamten Einnahmen aus diesen Vorstellungen fließen dem Roten Kreuz für militärische Wohlfahrtseinrichtungen zu. Und da es also auch nach dieser Richtung hin kein Theater im üblichen Sinne sein will, nennt der Theaterzettel keinen einzigen Namen der Mitwirkenden, ja, nicht einmal der Verfasser des Stückes tritt aus seiner bescheidenen Zurückhaltung heraus.“ Auch bei den Wiener Aufführungen blieben die Namen der Darsteller ungenannt. Welche Rolle Fritz Lang 1918 in der Wiener „Hias“-Version gespielt und ob er für seine Mitwirkung tatsächlich die erwähnte hohe Schauspieler-Gage erhalten hat, ist daher fraglich.

### Ehe mit Elisabeth Rosenthal
Mitte September 1918, bereits vor Kriegsende, zog Fritz Lang nach Berlin, wo er am 13. Februar 1919 vor dem Standesamt Charlottenburg die Schauspielerin Elisabeth Rosenthal heiratete. Lang hielt seine erste Ehe, deren tragisches Ende seine Filmthemen (Schuld, Verstrickung, Tod und Selbstmord) maßgeblich beeinflusst haben soll, weitgehend geheim. Es wird vermutet, dass sich Langs erste Ehefrau das Leben nehmen wollte, nachdem sie am 25. September 1920 Zeugin von Intimitäten ihres Mannes mit Thea von Harbou geworden war, die Lang bei seiner Tätigkeit für May kennengelernt hatte und die 1922 seine zweite Ehefrau wurde. Die genauen Todesumstände liegen im Dunkeln. Als Todesursache wurde bei der amtlichen Beerdigungsanmeldung in der Rubrik „Krankheit“ „Brustschuß, Unglücksfall“ angegeben, was den Fritz-Lang-Biografen Patrik McGilligan zu der Mutmaßung verführt hat, dass Lang seine erste Ehefrau ermordet hätte. Der Fritz-Lang-Forscher Georges Sturm hat 1998 McGilligans ebenso spektakuläre wie fragwürdige Behauptung als haltlos in Frage gestellt und laut Filmhistoriker Werner Sudendorf von der Deutschen Kinemathek „darf man mit Recht bezweifeln, daß sich irgendein schlüssiger Beweis für Patrick McGilligans Mordthese finden läßt“. McGilligans Überinterpretation wurde 2001 anhand amtlicher Dokumente untersucht, was zu dem Ergebnis geführt hat, dass nicht mehr zweifelsfrei aufzuklären ist, ob Elisabeth Langs Tod Selbstmord oder ein Unglücksfall war, dass aber der posthume Mordvorwurf unbegründet ist. Nachdem Selbstmörder, die sich erschießen, nach polizeilicher Erfahrung und Statistik die Waffe dabei entweder an die Schläfe legen oder in den Mund stecken, sei ein „Brustschuß“ bei Selbstmord ungewöhnlich, aber nicht ausgeschlossen. Die amtliche Angabe „Brustschuß, Unglücksfall“ lege nahe, dass Elisabeth Rosenthal die Waffe in Selbstmord- bzw. Racheabsicht in der Hand hatte, worauf sich beim Versuch, ihr die Waffe zu entwinden, der tödliche Schuss gelöst habe.

### Stummfilme

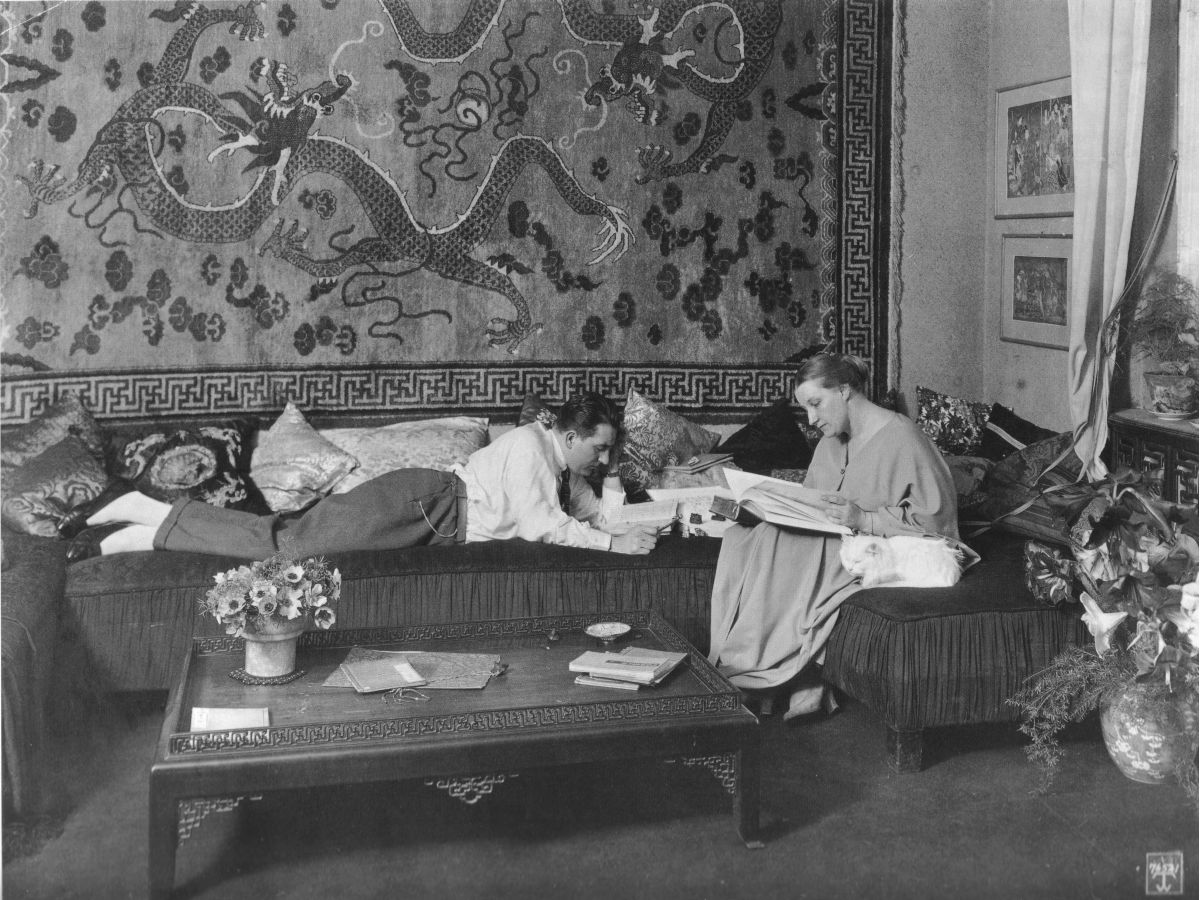
Fritz Lang und Thea von Harbou in ihrer Berliner Wohnung, Foto: Waldemar Titzenthaler, 1923 oder 1924

Die Abschaffung der Zensur in der Weimarer Republik befreite nach dem Ersten Weltkrieg die Produktionsbedingungen für den Film von äußeren Zwängen. Außerdem machten die generell guten Exportchancen für Stummfilme und die Schwäche der Reichsmark im Deutschland der frühen 1920er Jahre den Dreh auch von monumentalen Filmwerken rentabel, weil allein mit den Deviseneinnahmen aus dem Auslandsgeschäft der größte Teil der Produktionskosten gedeckt werden konnte. In dieser Situation startete Fritz Lang seine Karriere als Filmregisseur, als der er bis Mitte der 1920er Jahre über die Decla-Film bzw. Decla-Bioscop AG und die UFA für den Produzenten Erich Pommer arbeitete.
Langs Erstlingswerk als Regisseur war 1919 das Melodram Halbblut, das, wie auch der Nachfolger Der Herr der Liebe, heute als verloren gilt. Der bekannteste und wahrscheinlich auch qualitativ daraus hervorragende Film des Frühwerks ist der ursprünglich als Vierteiler konzipierte Abenteuerfilm Die Spinnen. Der Erfolg des ersten Teils dieses Films zwang Lang dazu, schnellstmöglich den zweiten nachzuliefern, wodurch ihm nach eigener Aussage die Regie für den zur selben Zeit entstandenen Klassiker Das Cabinet des Dr. Caligari entging.
Der müde Tod und vor allem der Zweiteiler Dr. Mabuse, der Spieler bescherten dem Regisseur 1921/22 schließlich auch auf internationaler Ebene den künstlerischen und kommerziellen Durchbruch. Im August 1922 heiratete er Thea von Harbou.
1924 konnte er mit dem Helden-Epos Die Nibelungen einen weiteren großen Publikumserfolg feiern. Während einer mehrmonatigen Kreativpause bereiste er anschließend gemeinsam mit Harbou die USA, besuchte New York und die großen Filmstudios in Hollywood.

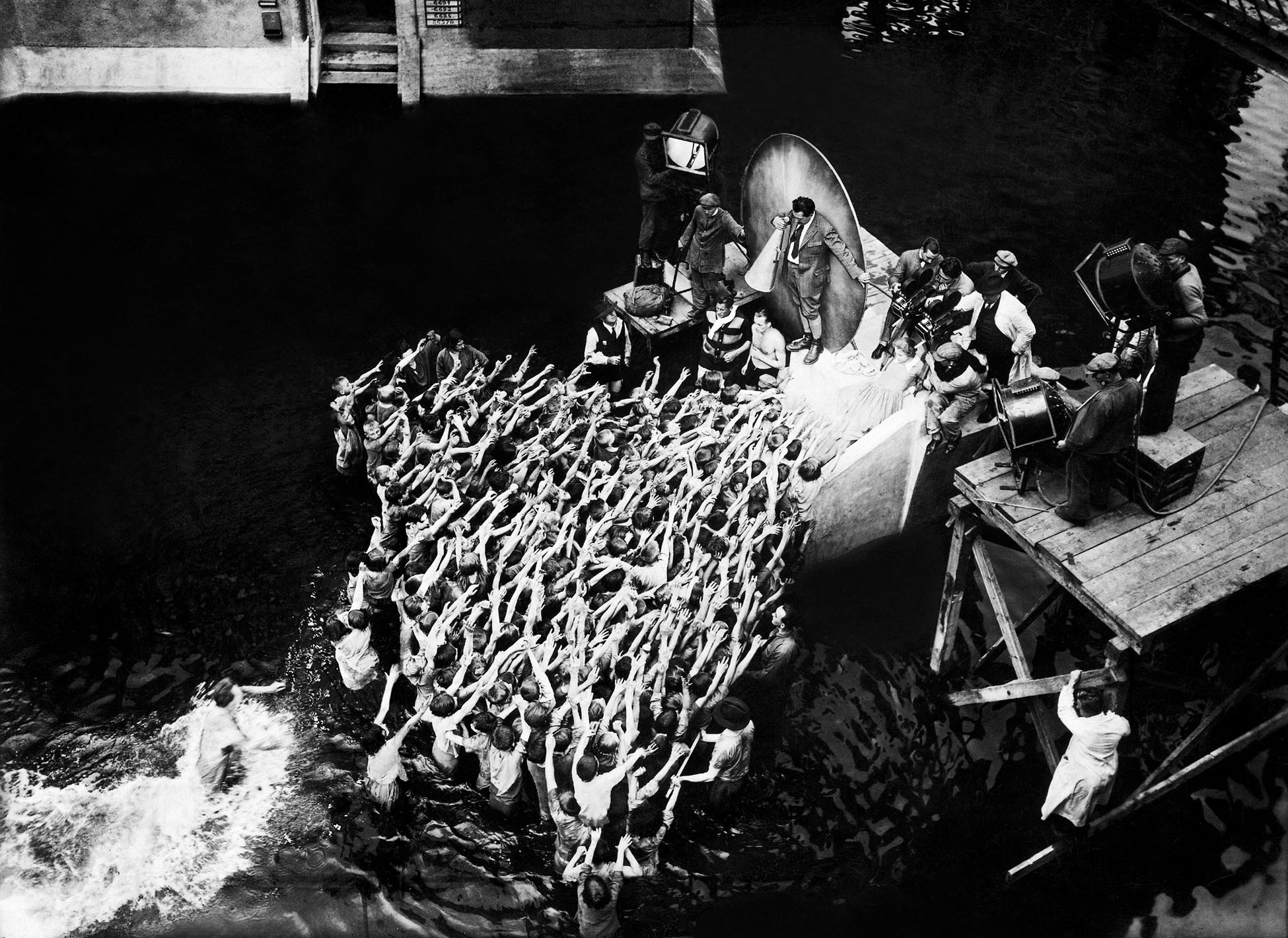
Fritz Lang (mit Megaphon) bei den Dreharbeiten von Metropolis, Foto: Horst von Harbou, 1926

Angeblich soll das Erlebnis der Wolkenkratzer-Ästhetik der Stadt New York Fritz Lang zu seinem bekanntesten Film inspiriert haben, dem 1927 uraufgeführten Science-Fiction-Klassiker Metropolis. Der Legende allerdings widerspricht, dass eine Erich Pommer gewidmete Fassung des Drehbuchs mit einer detaillierten Beschreibung der Stadt Metropolis bereits im Juli 1924 abgeschlossen worden ist, also Monate vor der ersten Amerikareise des Regisseurs im Oktober desselben Jahres. Der Film Metropolis erzählt die Geschichte einer zum Moloch mutierten Riesenstadt und brachte durch seine ausufernden Kosten und seinen Misserfolg an den Kinokassen die Universum Film AG an den Rand des finanziellen Ruins. Seine nächsten beiden Filme musste Lang selbst produzieren: 1928 folgte aus diesem Grund mit Spione ein relativ schmal budgetierter, aber kommerziell erfolgreicher Agentenfilm. Auch das nachfolgende Projekt, der Science-Fiction-Streifen Frau im Mond, war 1929 ein kommerzieller Erfolg, obwohl seine filmhistorische Bedeutung bereits von der Einführung des Tonfilms überschattet wurde – das Werk ging als einer der letzten deutschen Stummfilme in die Filmgeschichte ein.

### Tonfilme
Noch Ende 1929 stand Fritz Lang dem Tonfilm skeptisch gegenüber:

„Trotz jahrelanger intensiver Forschungsarbeit, die in technischer und künstlerischer Hinsicht den Tonfilm zur Vollendung führen will, stehen wir heute noch an der Wiege einer neuen Kunst, die sich aber noch in keiner Weise ihre Existenzberechtigung gesichert hat. Man hat vorläufig erst durch negative Erfolge die Grundfläche zur Aufbauarbeit geschaffen, man hat gelernt, wie man es nicht machen soll. […] Der Tonfilm ist eine neue Kunst und verlangt als solche neue Formen. Man wird sich vom Theater und auch vom stummen Film vollkommen unabhängig machen müssen […]. Erst bis das akustische Problem gelöst ist, bis man menschliche Stimmen menschlich klingend übertragen kann, bis alle Kellergeräusche und Faßtöne bei der Vorführung beseitigt sind, kann sich der Künstler ernsthaft, aus der Enge des Experimentierens erlöst, freiem Schaffen widmen. […] Vorläufig konnte der Sprechfilm den stummen Film keineswegs aus dem Repertoire der Lichtspielbühnen verdrängen und er wird es auch in Zukunft nicht. Tonfilme werden neben dem stummen auf dem Programm bestehen, und man ginge entschieden fehl, wenn man eine gänzliche Verdrängung der bisher gezeigten, in der alten Manier aufgenommenen Werke anstreben wollte. Der stumme Film, heute im letzten Stadium der Vollkommenheit, bietet nach wie vor außerordentliche Möglichkeiten, die dem Tonfilm vorenthalten bleiben. Der Zuschauer übersetzt sich die stumme Sprache des Films in seinen ureigensten subjektiven Dialekt.“

Langs erster Tonfilm war M für die Nero-Film AG. Er handelte von einem triebhaften Kindermörder (gespielt von Peter Lorre), der von der kriminellen Unterwelt und der Polizei gleichermaßen, wenn auch aus unterschiedlichen Gründen, gejagt wird. Auch hier setzte Lang mittels einer neuen Technik der Tonwiedergabe Akzente: Die stets vom Mörder apathisch gepfiffene Melodie (In der Halle des Bergkönigs aus der Peer-Gynt-Suite von Edvard Grieg) wird von einem blinden Luftballonverkäufer wiedererkannt, worauf der Mörder schließlich überführt werden kann. Mit dem Element Ton ging Lang in M auch darüber hinaus sehr geschickt um, indem er die bereits aus seinen früheren Filmen bekannten Überlappungen verschiedener Szenen zu Montagen auf einen Höhepunkt trieb: In einer Schnittmontage zwischen einer Konferenz der Polizei und einer Konferenz der Unterweltgrößen wurde so geschickt zwischen beiden Seiten hin- und hergeschnitten, dass die jeweils letzten Worte vor dem Schnitt sich mit den ersten Worten der anderen Seite nach dem Schnitt nahtlos zu Sätzen vervollständigen.
Die Figur des Dr. Mabuse, über den Lang eine ganze Reihe von Filmen in verschiedenen Epochen drehte, ist der Prototyp des kriminellen Genies, das danach trachtet, die Welt einer „Herrschaft des Verbrechens“ zu unterwerfen. In Das Testament des Dr. Mabuse, Langs zweitem, 1933 ebenfalls für die Nero-Film gedrehten Tonfilm, schreibt die Titelfigur, während sie in einer Zelle in der Psychiatrie einsitzt, ein Handbuch für Verbrecher. Siegfried Kracauer sah darin eine deutliche Anspielung auf Hitlers in Festungshaft entstandenes Buch Mein Kampf. Fritz Lang selbst bestritt in späteren Jahren, Das Testament des Dr. Mabuse als Anspielung auf Hitler konzipiert zu haben, räumte jedoch ein, der Mabuse-Gestalt teils wörtliche Zitate der Nationalsozialisten in den Mund gelegt zu haben. Das noch vor der Uraufführung verhängte Verbot des Films Das Testament des Dr. Mabuse durch Reichspropagandaminister Joseph Goebbels trug in der Folge zur Legendenbildung bei. Im Umgang mit dem Tonfilm zeigte sich Lang auch hier sehr einfallsreich und weitete die bereits aus M bekannte Szenenüberleitung durch Vorwegnahme des Tons der folgenden Szene noch aus.
M und Das Testament des Dr. Mabuse gelten als Glanzlichter nicht nur des frühen Tonfilms und werden oft als handwerkliche Höhepunkte in Langs filmischem Schaffen bezeichnet.

### Emigration
Die Machtübernahme der Nationalsozialisten 1933 schien Langs Karriere zunächst nicht zu berühren, doch wollte er sich künstlerisch den Nationalsozialisten nicht unterordnen. Anfang April 1933 meldete die Zeitschrift Kinematograph, dass Lang zusammen mit Carl Boese, Victor Janson und Luis Trenker die Abteilung Regie in der Nationalsozialistischen Betriebszellenorganisation (NSBO) gegründet habe. Diese Aussage lässt sich aber nicht belegen. Lang selber erklärte 1962 in einem Interview, dass er keine leitende Funktion in einer der NSDAP nahestehenden Organisation bekleidet hatte.
Nach späteren Angaben Fritz Langs versuchte Goebbels ihn zu überreden, sein Können in den Dienst der Nazis zu stellen. Goebbels soll ihm 1933 in einem persönlichen Gespräch die Leitung des Deutschen Films angeboten haben, nachdem er sich zuvor ihm gegenüber als großer Bewunderer des Regisseurs zu erkennen gegeben hatte. Lang erbat sich einen Tag Bedenkzeit, entschloss sich nach eigener Aussage noch am selben Tag zur Emigration und bestieg einen Nachtzug nach Paris. Ohne Geld will der inzwischen Zweiundvierzigjährige die Flucht angetreten haben, da die Bankschalter bereits geschlossen waren und er sein Konto nicht mehr auflösen konnte. Diese Aussage Langs wird aber weder durch Zeugen noch durch schriftliche Belege noch durch Einträge des Tagebuchschreibers Goebbels gestützt – tatsächlich pendelte Lang etwa drei Monate lang zwischen Berlin, London und Paris und tauschte in dieser Zeit auch Devisen bei seiner Bank.
In Frankreich traf Lang auf Erich Pommer und realisierte mit ihm 1934 den Film Liliom mit Charles Boyer in der Hauptrolle. Die Adaption des gleichnamigen Theaterstücks von Ferenc Molnár wurde sowohl in einer französischsprachigen als auch in einer deutschsprachigen Version gedreht. Noch im selben Jahr siedelte Lang in die USA über, wobei ihn seine neue Lebensgefährtin Lily Latté an Bord der Île de France begleitete. Seine ohnehin seit langem zerrüttete Ehe mit Thea von Harbou – Lang hatte 1928 eine Affäre mit der Spione-Hauptdarstellerin Gerda Maurus begonnen – war bereits im April 1933 geschieden worden.

### Arbeiten in den USA

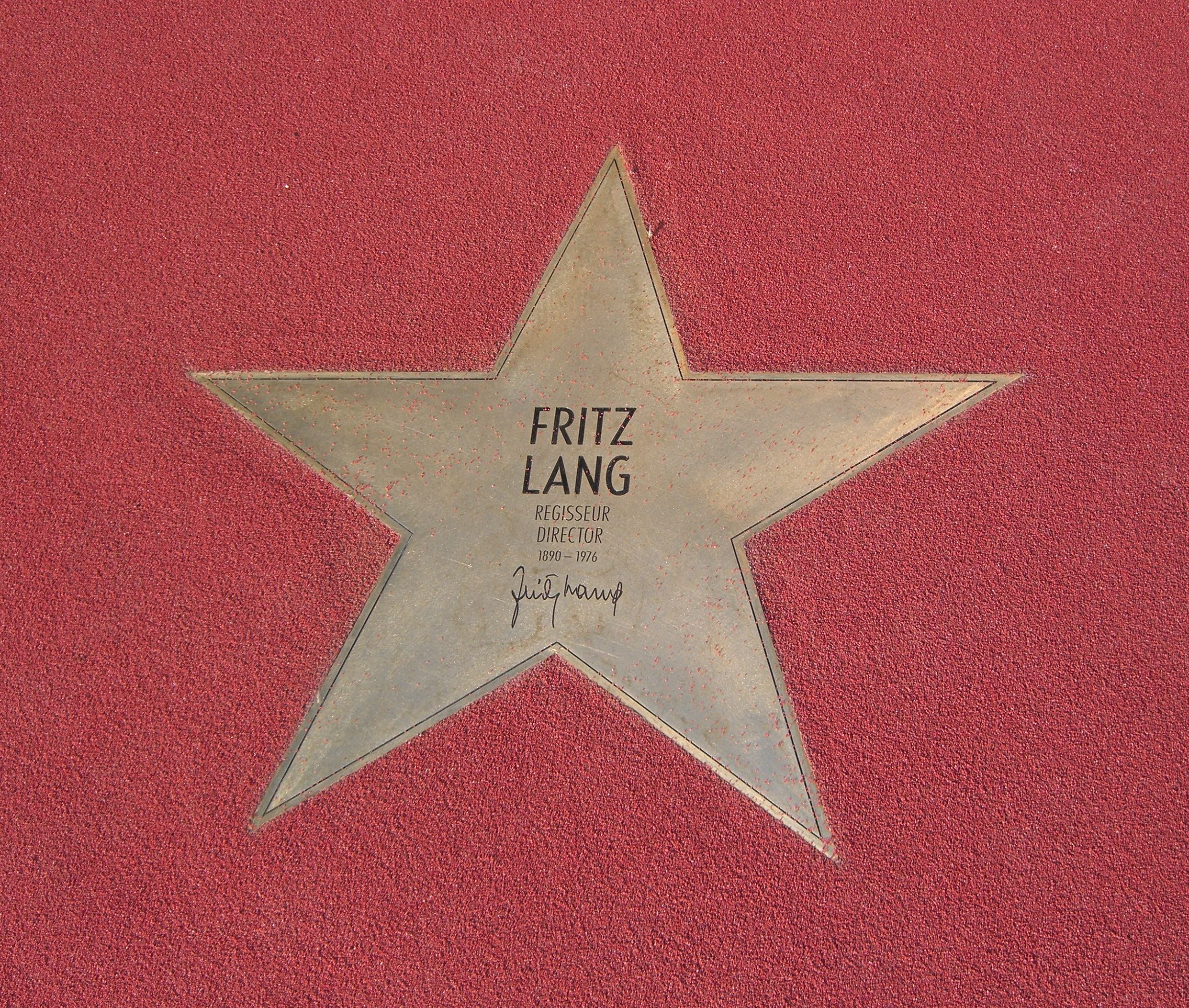
Stern von Fritz Lang auf dem Boulevard der Stars in Berlin

In Hollywood setzte Fritz Lang seine Karriere fort, schaffte es dort insgesamt nicht mehr, an seine großen Erfolge des Deutschen Kinos anzuknüpfen. Erheblichen Anteil hatte er an der Gründung der Anti-Nazi League. Nach einigen abgelehnten Projekten drehte er mehrere Filme, in denen er seine europäisch geprägten Ansätze erfolgreich mit US-amerikanischen Themen zu verbinden wusste. In seinem ersten US-Film Blinde Wut (Fury) mit Spencer Tracy zeichnete er ähnlich wie in M die psychische Situation eines vom Mob Gejagten nach. Es folgten Gehetzt (You Only Live Once, 1937) mit Henry Fonda und zwei Western.
In den 1940er Jahren realisierte Lang mehrere Filme, die dem Genre des Anti-Nazi-Films zuzurechnen sind, wie 1941 den Spionage-Film Menschenjagd (Man Hunt) und 1943 Auch Henker sterben (Hangmen also die), einen Film über das Heydrich-Attentat. Letzterer entstand zusammen mit anderen Emigranten, unter anderem Bert Brecht, mit dem es allerdings Auseinandersetzungen gab. 1944 folgte Ministerium der Angst (Ministry of Fear) nach der Vorlage von Graham Greene.
Ebenfalls Beachtung fanden zwei Filme mit Edward G. Robinson in der Hauptrolle, Gefährliche Begegnung (The Woman in the Window, 1944) und Straße der Versuchung (Scarlet Street, 1945), während unter Langs Kinobeiträgen der 1950er Jahre der Polizeifilm Heißes Eisen (The Big Heat, 1953) mit Glenn Ford herausragte.
Von Anfang an hatte Lang in den USA mit Einschränkungen zu kämpfen. So durfte er in „Blinde Wut“ (1936) keine schwarzen Opfer und keine Kritik am Rassismus darstellen. Wegen seiner antinazistischen Filme, seiner Mitgliedschaft in liberalen Organisationen (etwa zur Gleichberechtigung der Schwarzen) und seiner Bekanntschaft mit Brecht und Hanns Eisler geriet er in der McCarthy-Ära fälschlicherweise unter den Verdacht, ein Kommunist zu sein. Er wurde nach einigen Monaten von Harry Cohn, dem Chef des Studios Columbia, entlastet.

### Rückkehr nach Europa

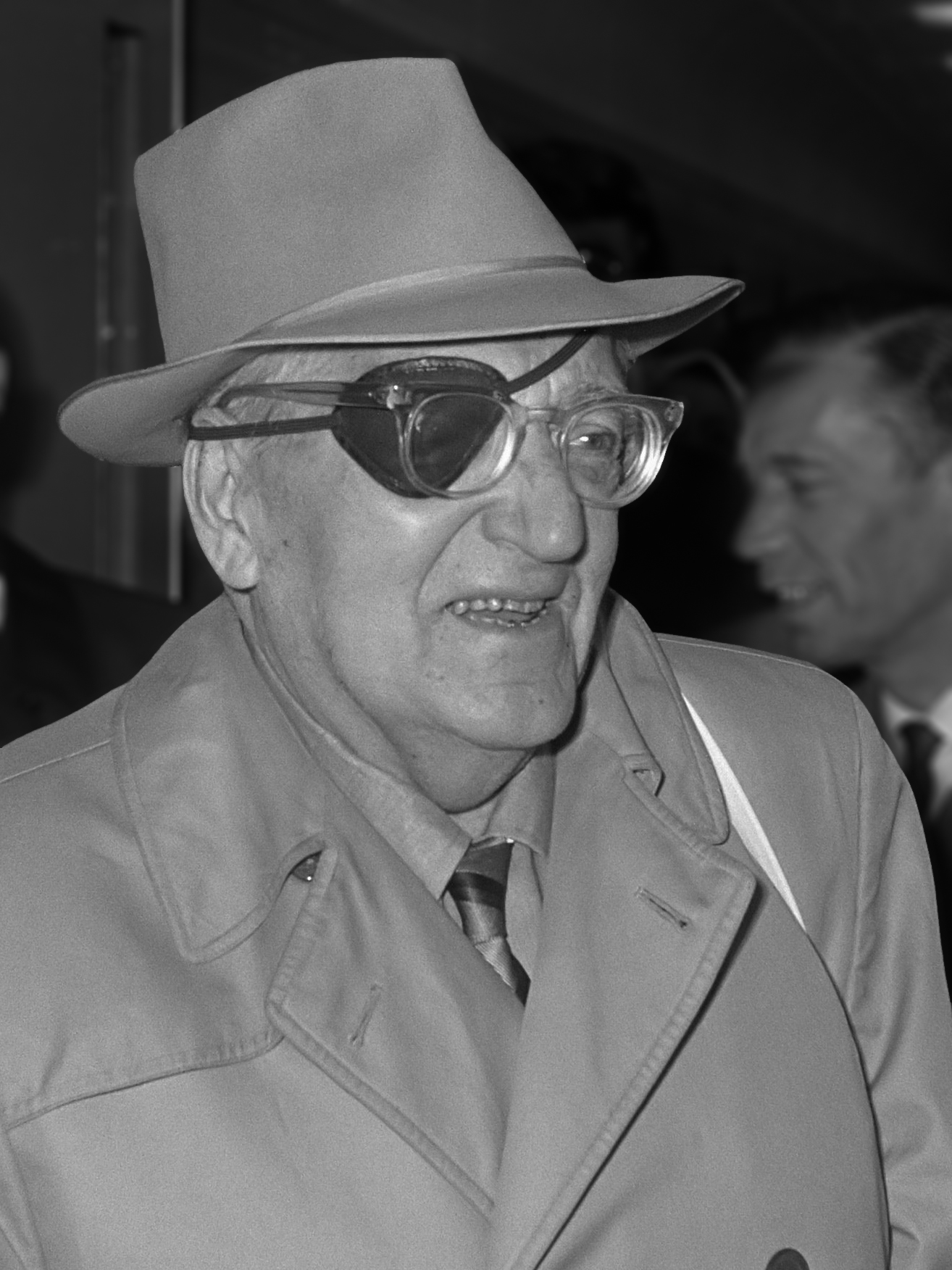
Fritz Lang (1969)

1956 kehrte Lang nach Europa zurück und drehte für den Produzenten Artur Brauner seine letzten Filme. Dem Zweiteiler Der Tiger von Eschnapur / Das indische Grabmal (1959), der auf einem stark abgewandelten Lang-Drehbuch von 1921 basierte, folgte mit Die 1000 Augen des Dr. Mabuse (1960) ein weiterer Mabuse-Film. In letzterem zeichnete Lang ein Sittenbild der frühen Bundesrepublik Deutschland: Große, scheinbar tote, vergessene Verbrecher, die im Hintergrund weiterwirken; ein Hotel als Beobachtungsapparat und Metapher für Totalitarismus; willige Handlanger und Vollstrecker; ein scheinbarer Frieden, der nur mühsam schwelende Konflikte verdeckt; eine Atmosphäre der Künstlichkeit und großspurig gespielten Lockerheit. Die drei gemeinsamen Filme mit Brauner erwiesen sich vor allem als kommerzielle, jedoch nicht als künstlerische Erfolge. Lang kehrte wieder in die USA zurück.
Seine letzte Regiearbeit vollzog sich innerhalb des Films eines anderen Regisseurs: In Die Verachtung (Le mépris) von Jean-Luc Godard verkörperte Lang 1964 mit wienerisch gefärbtem Französisch sich selbst als Filmregisseur, der einen Film nach Homers Odyssee zu realisieren hat. Die entsprechenden Szenen inszenierte er selbst. Im Jahr zuvor, 1963, hatte er einen Ehrenpreis bei der Verleihung des Deutschen Filmpreises erhalten.

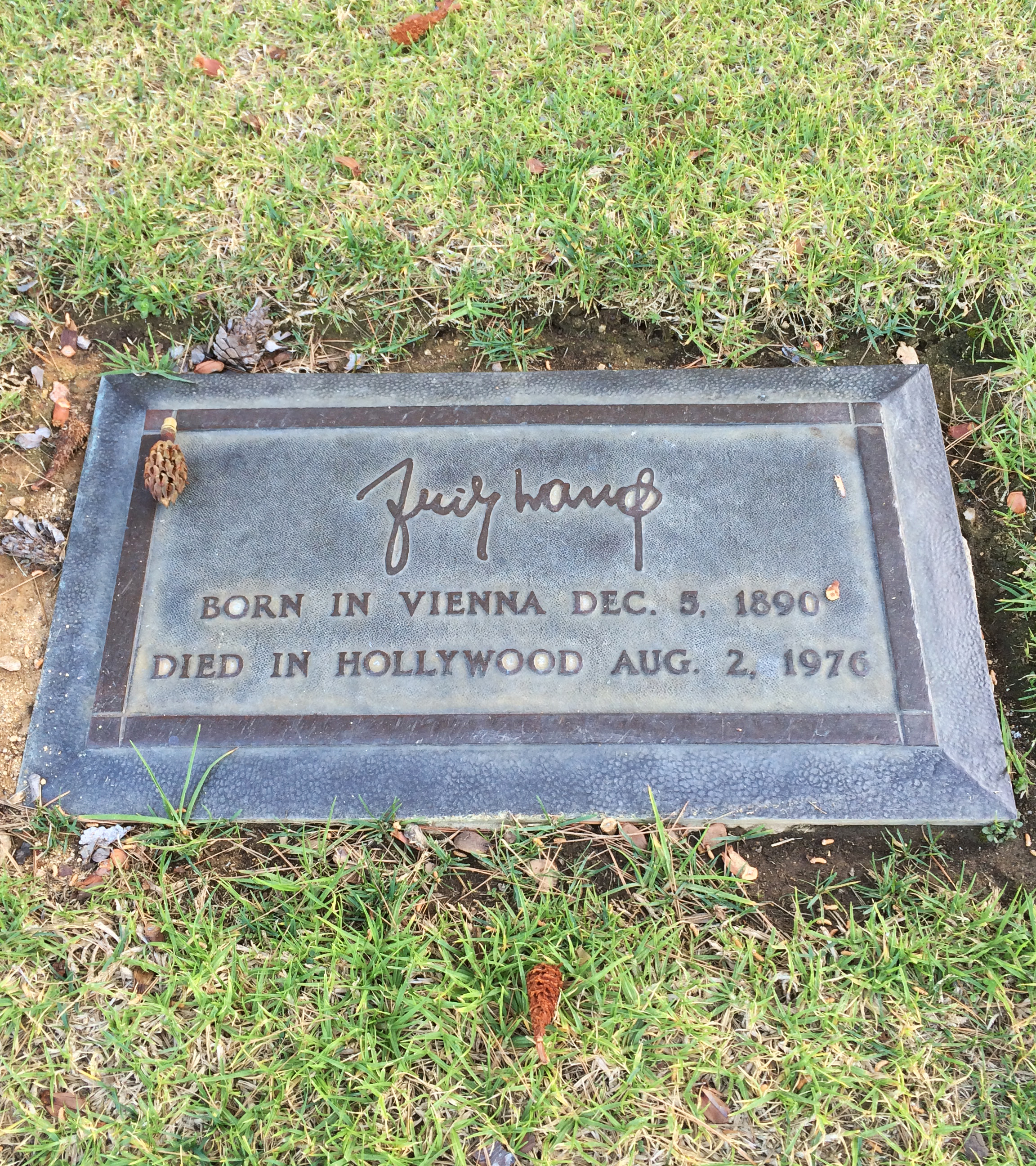
Grab von Fritz Lang, Forest Lawn Memorial Park

In seinen letzten Lebensjahren war Fritz Lang nahezu blind. 1971 heiratete er seine langjährige Lebensgefährtin Lily Latté. 1976 starb er in Beverly Hills und wurde im Forest Lawn Memorial Park in Hollywood beigesetzt.

## Galerie

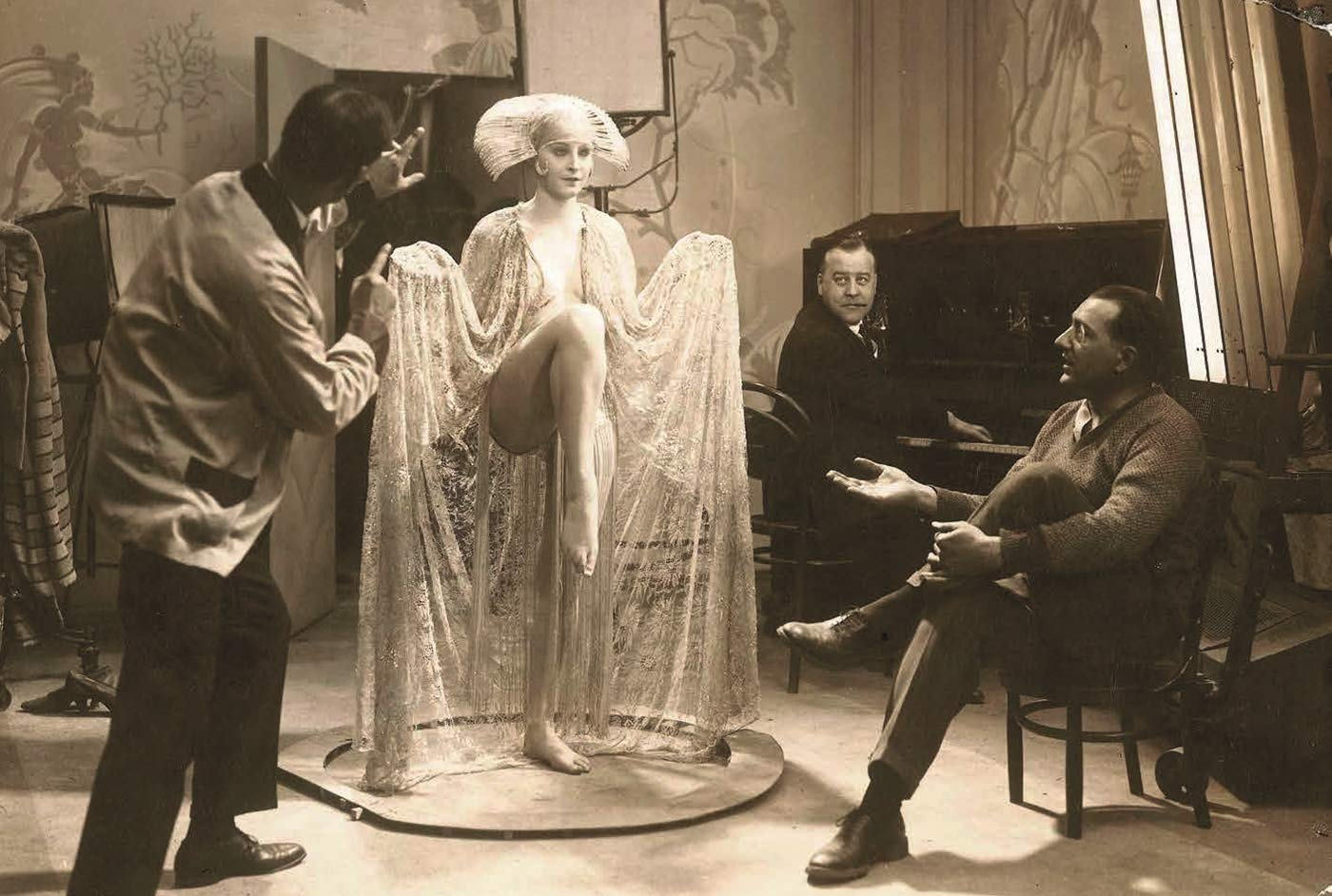
Fritz Lang (1926)
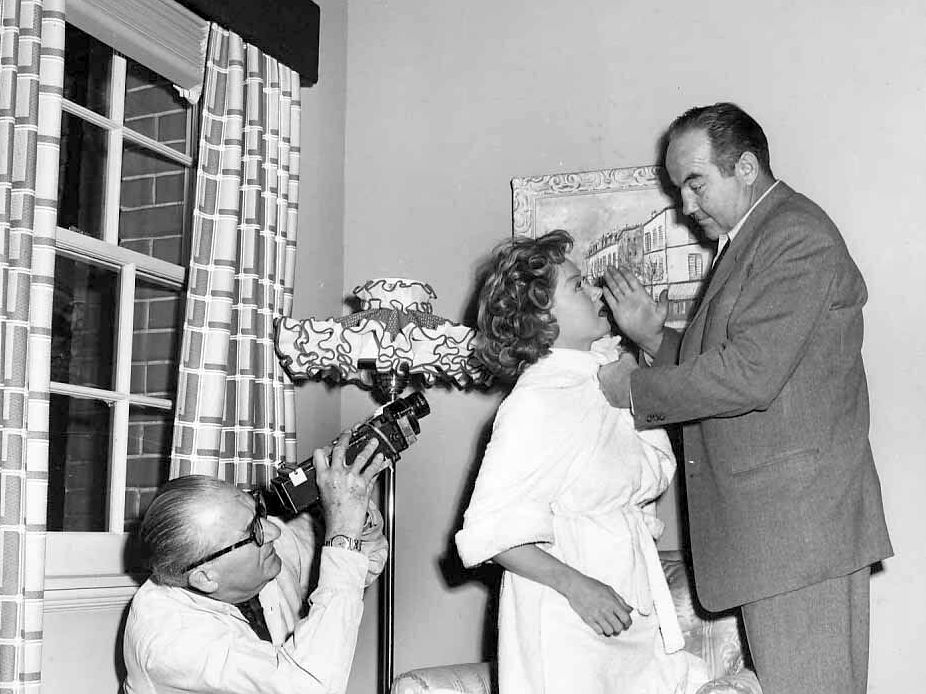
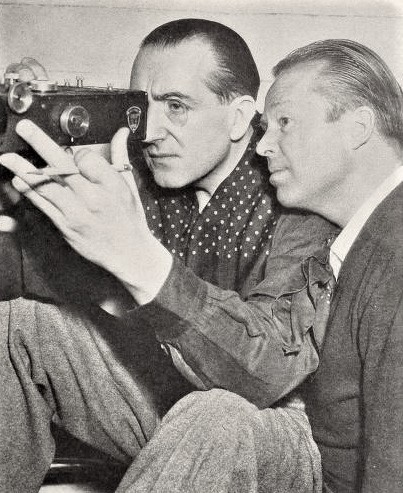
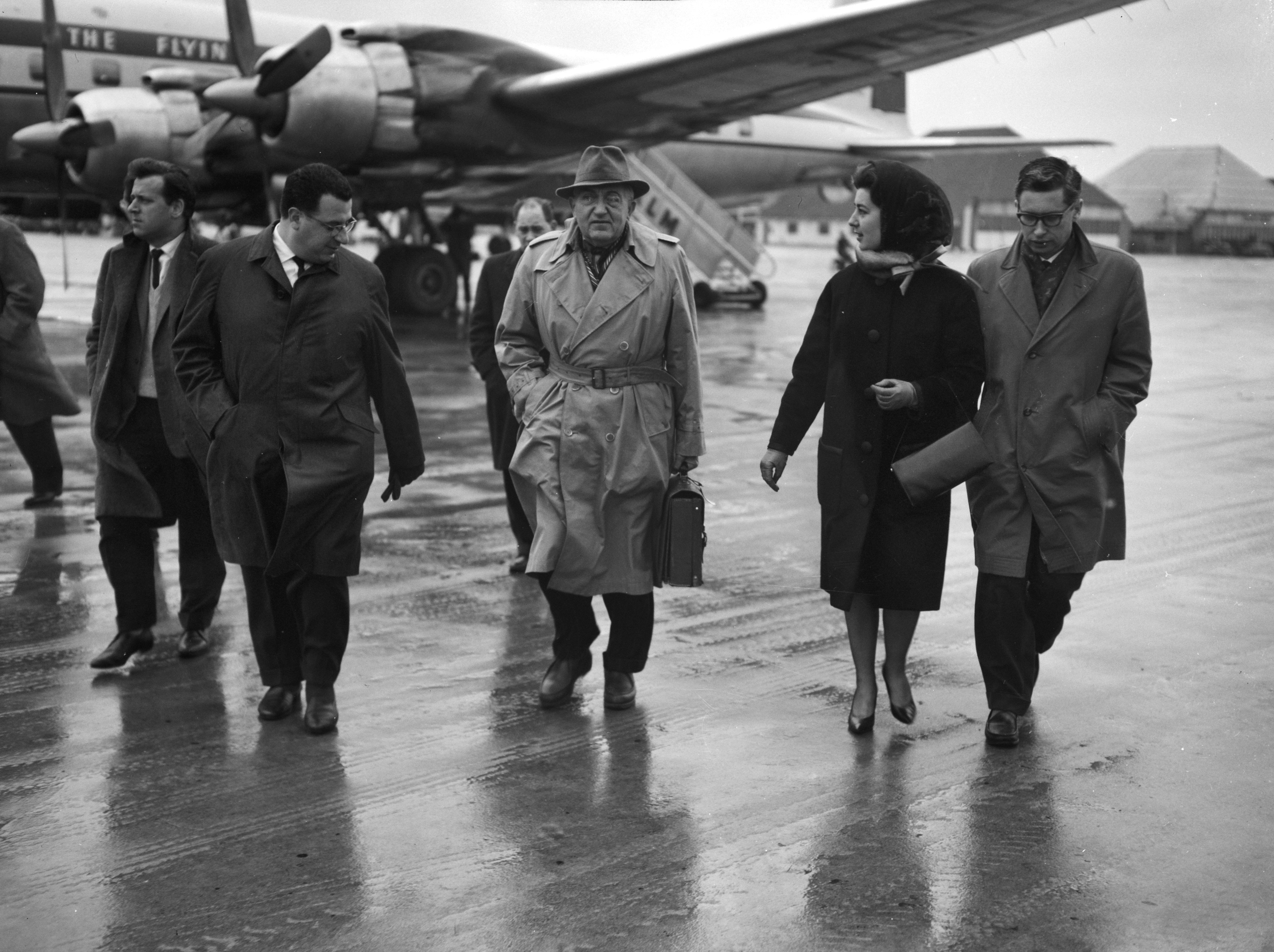
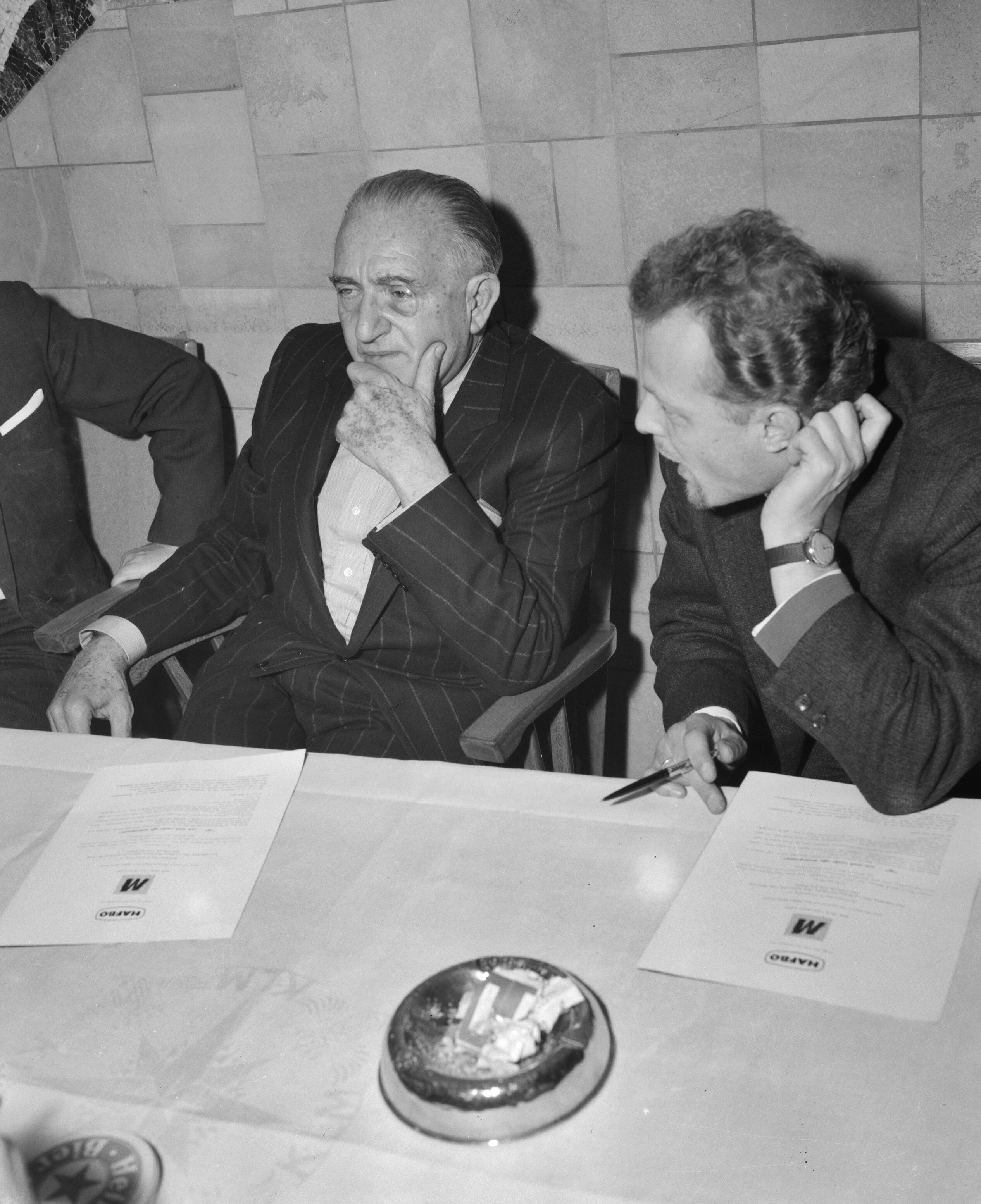
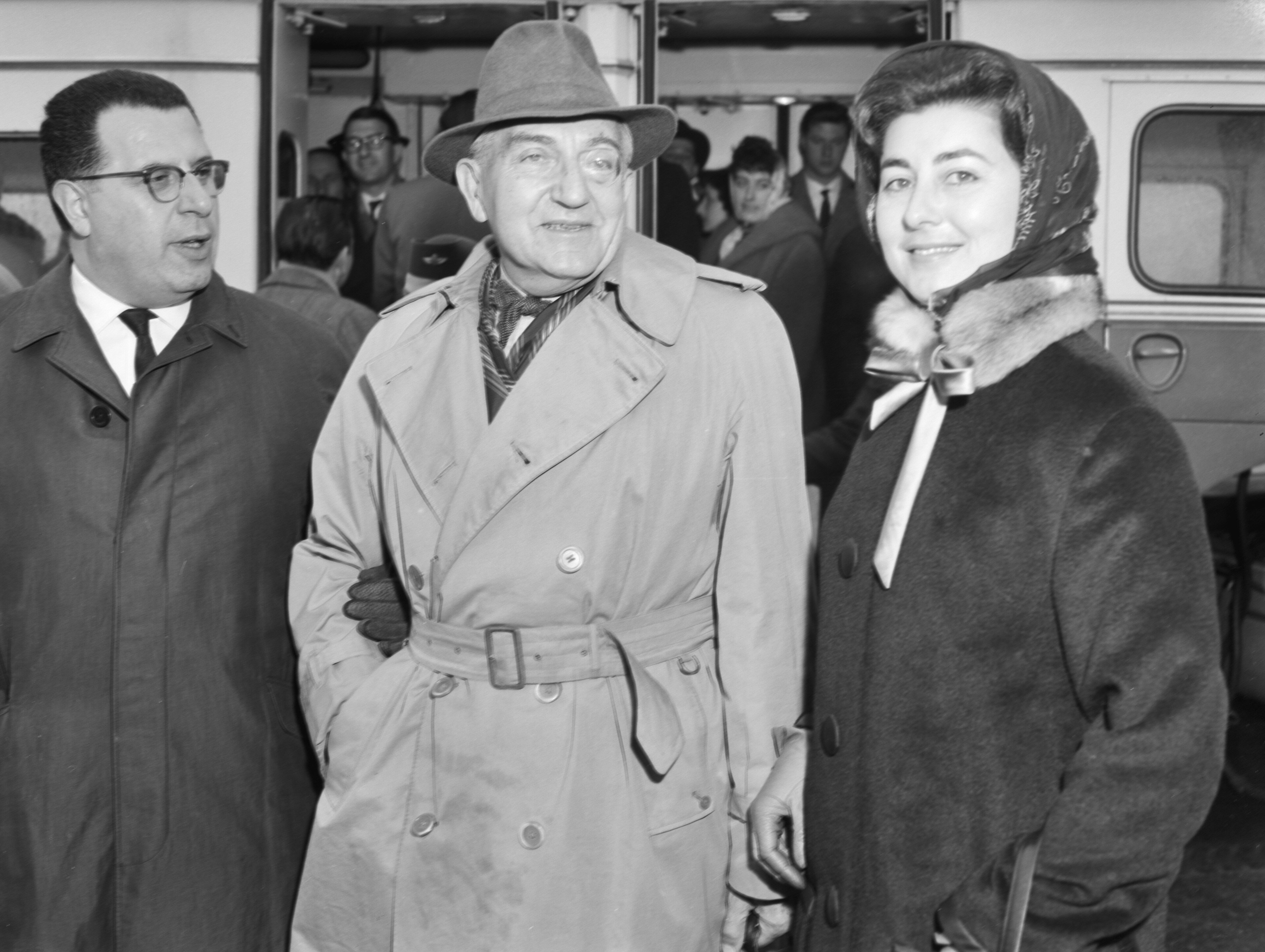
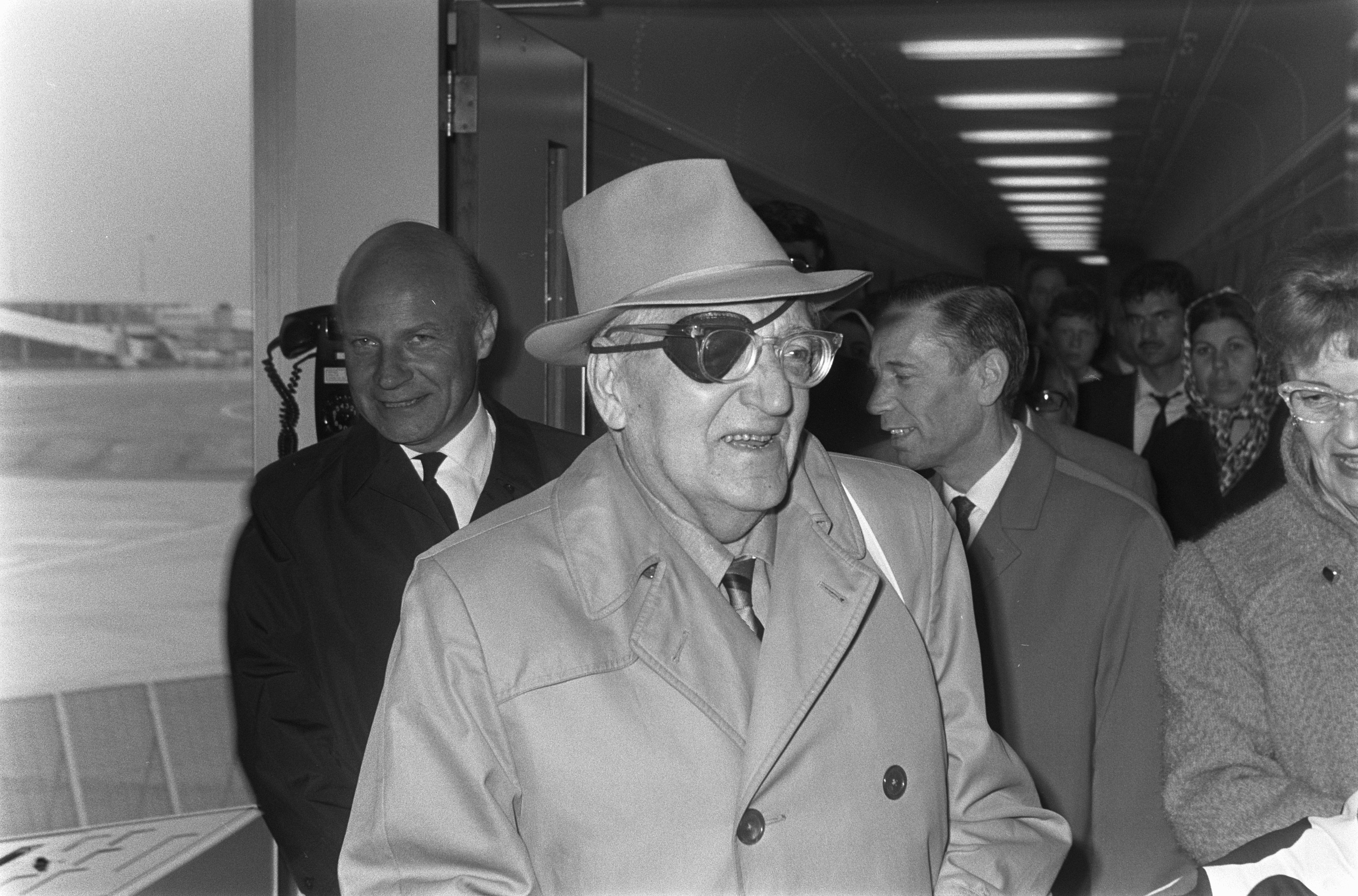
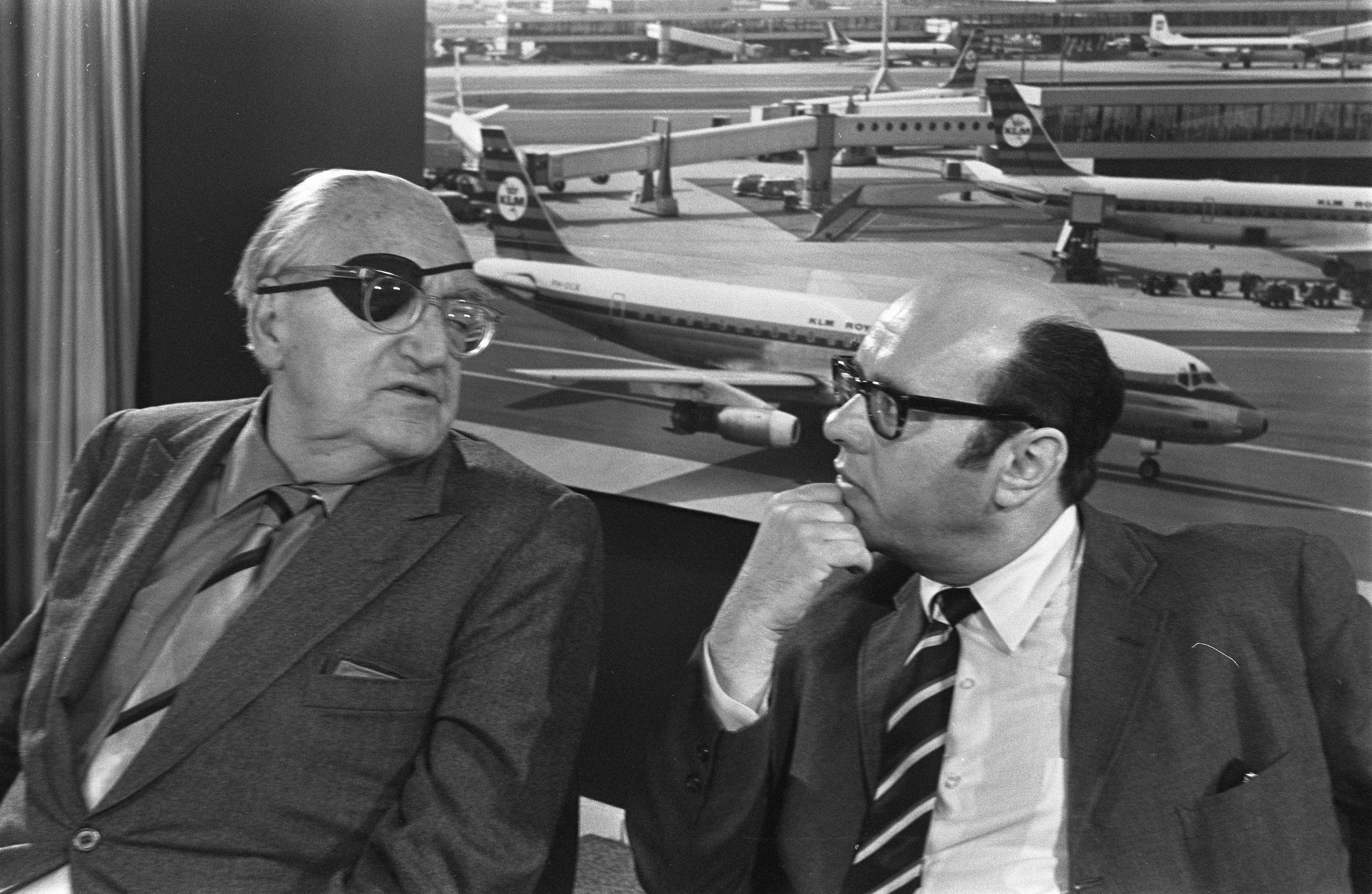
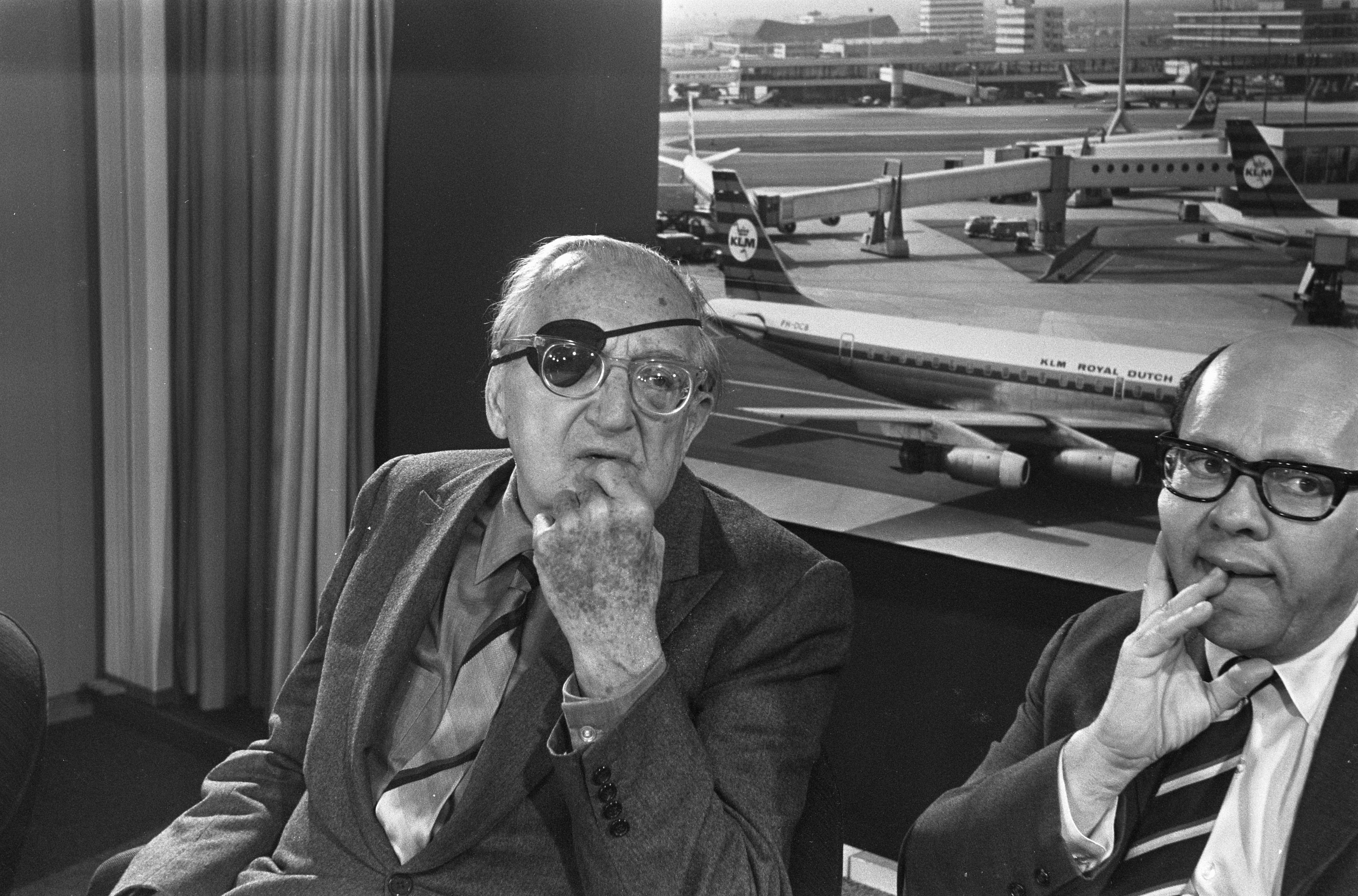
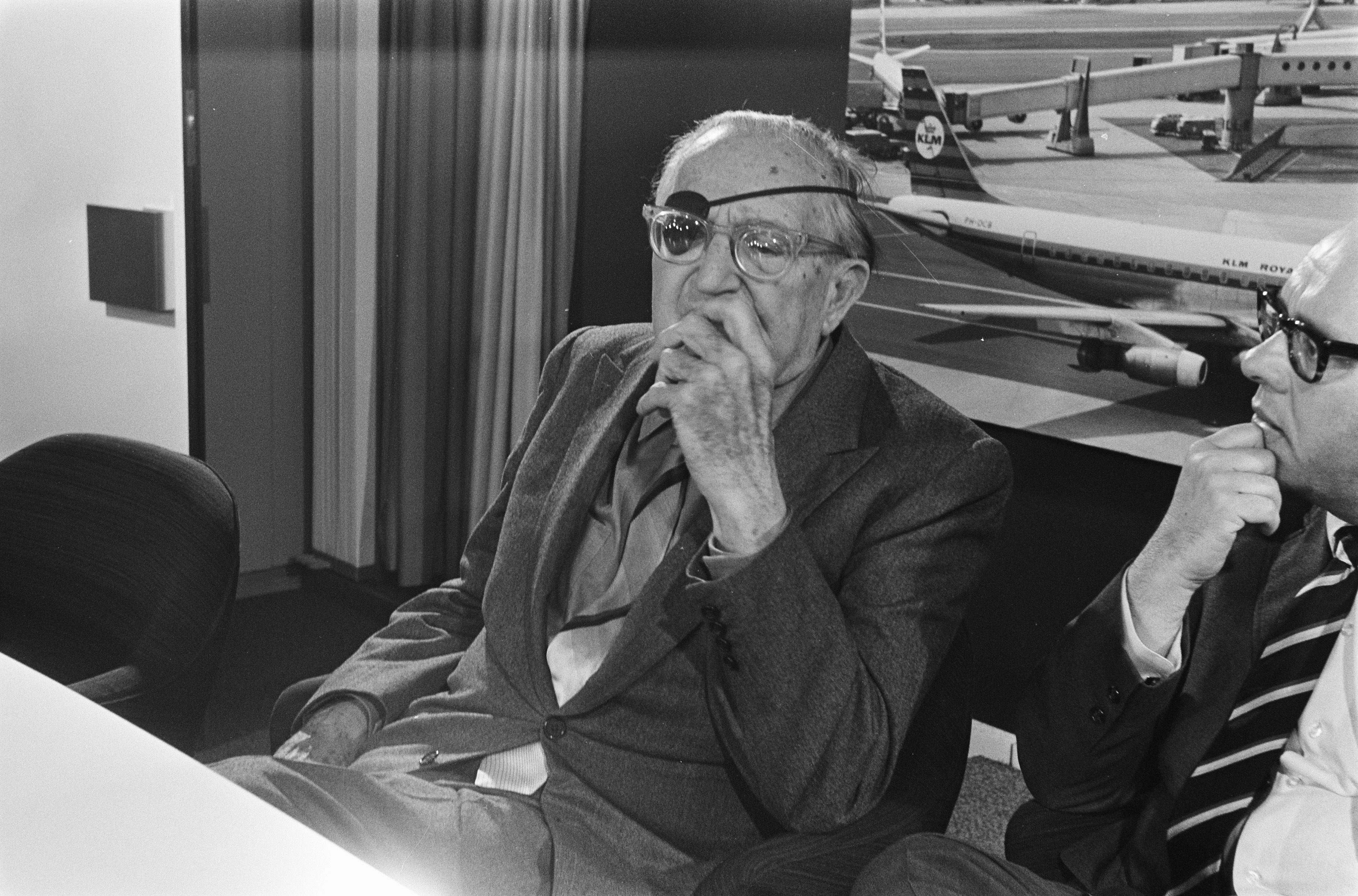
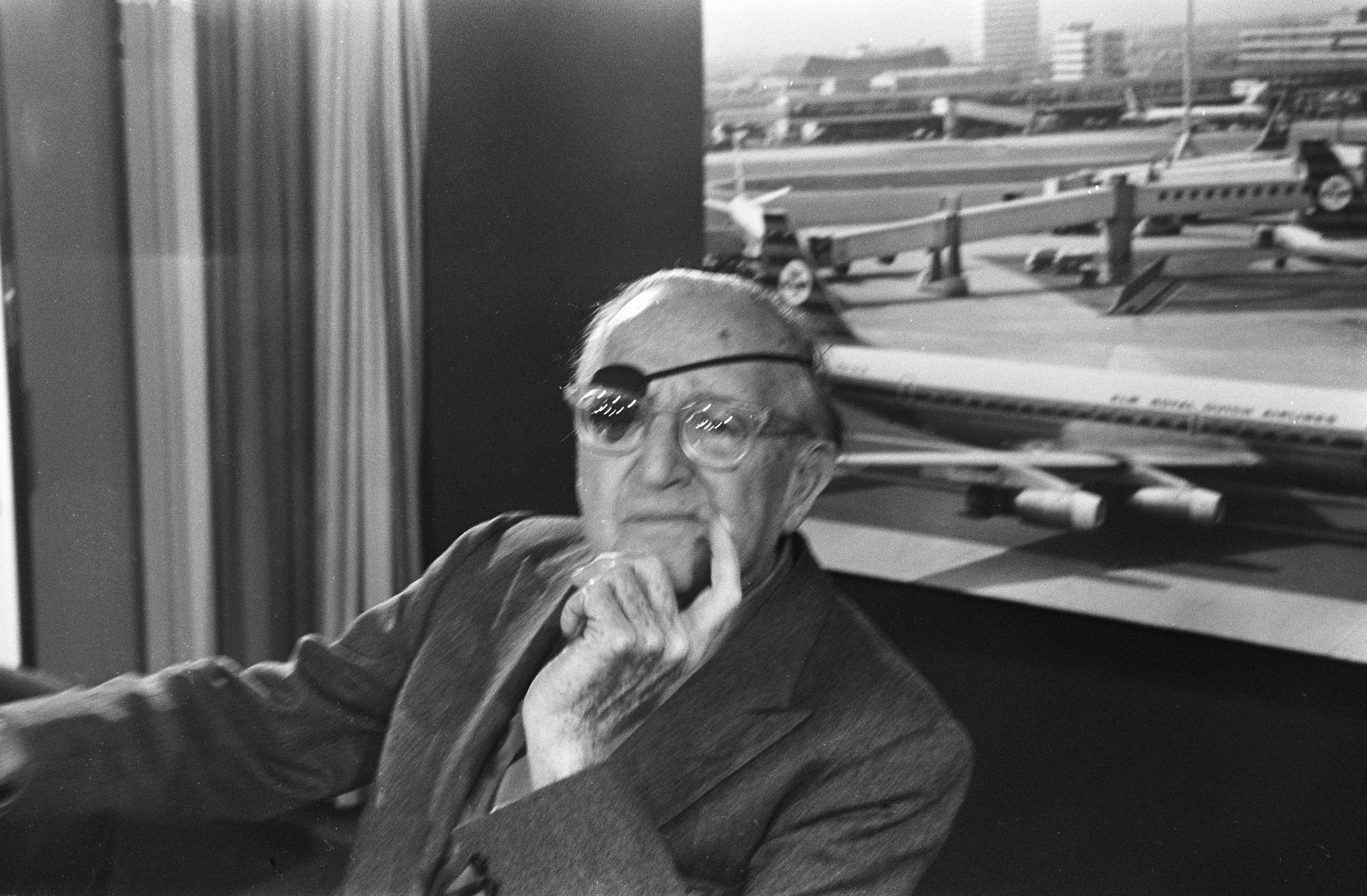
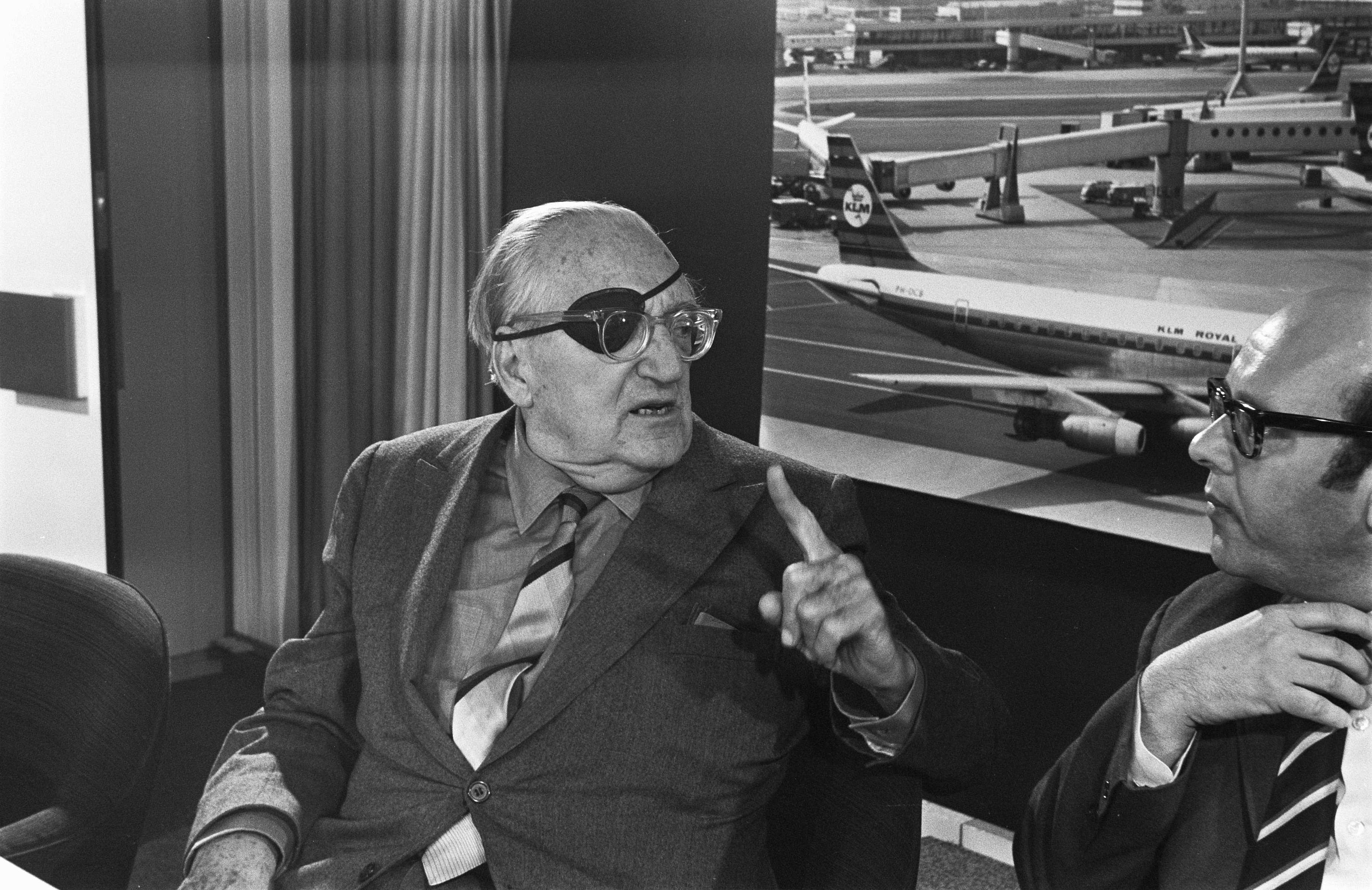
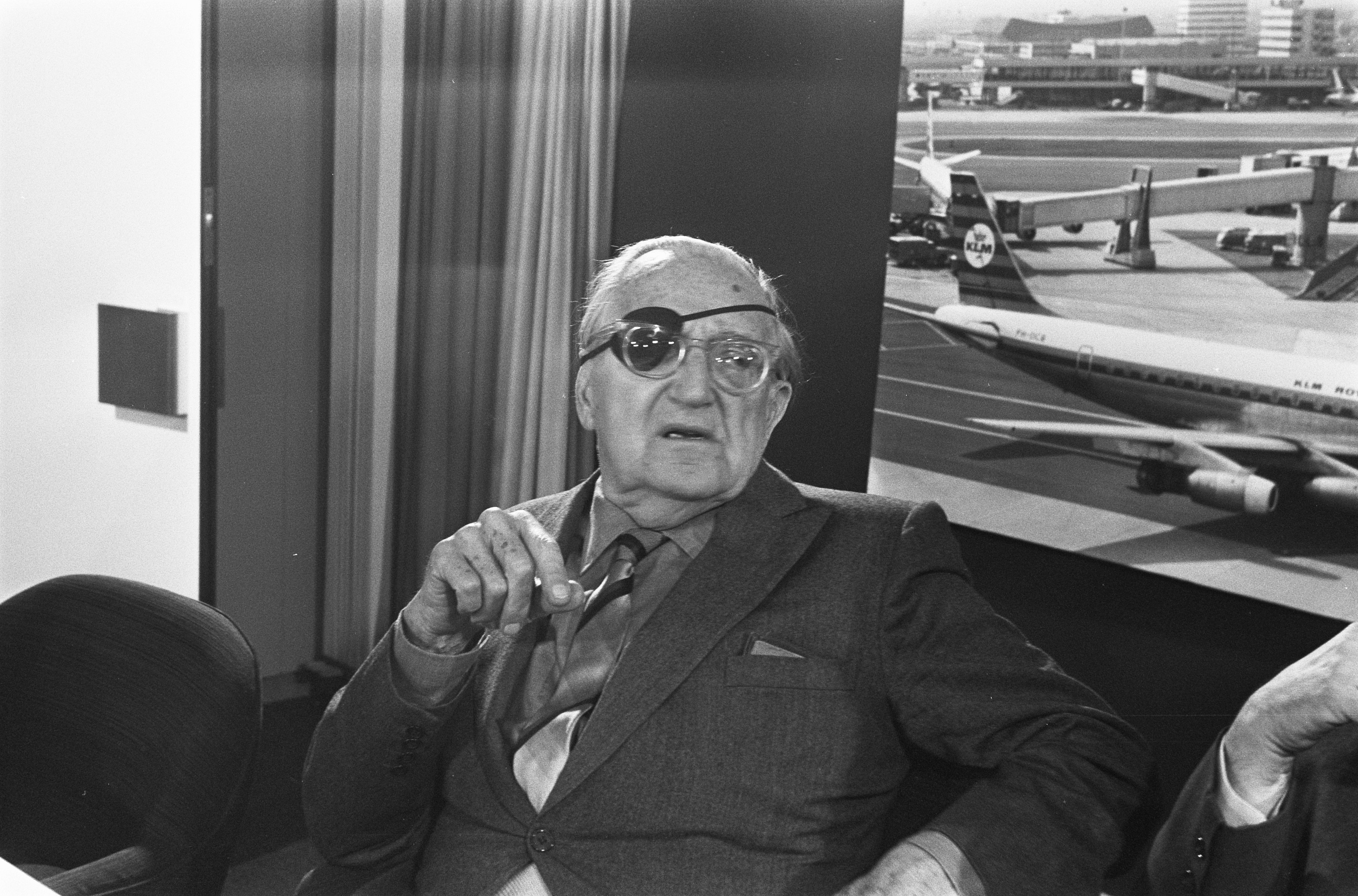

## Künstler-Verwandtschaften

### Mit der Schauspieler-Familie Slezak
Fritz Langs Onkel Ernst Schlesinger war Rechtsanwalt, Freund und Schwager des Sängers und Schauspielers Leo Slezak. Leo Slezaks Gattin, die Schauspielerin Elsa (geborene Wertheim), war die Schwester von Ernst Schlesingers Ehefrau Margarethe (geborene Wertheim, geschiedene von Schnierer). Somit war Fritz Lang mit den Schauspielern Leo, Elsa, Walter und Margarete Slezak verwandt.

### Mit Erich Schweinburg und Arthur Schnitzler
Fritz Lang war ein Cousin (zweiten Grades) des Schriftstellers Erich Schweinburg, der 1920 Rosa Gussmann, eine Cousine von Arthur Schnitzlers Ehefrau Olga Schnitzler (geborene Gussmann) geheiratet hat, „was Fritz Langs weitschichtige Verwandtschaft mit Arthur Schnitzler begründet.“

## Filmografie
| Platz | Film       |
| ----- | ---------- |
| 92    | M          |
| 111   | Metropolis |

### Beteiligung an Drehbüchern
Die Liste ist möglicherweise nicht vollständig und enthält nur Filme, bei denen Lang nicht selbst Regie führte.
- 1916: Die Peitsche (aus der Serie Stuart Webbs, Regie: Adolf Gärtner)
- 1917: Die Hochzeit im Excentric-Club (aus der Serie Joe Deebs, Regie: Joe May)
- 1917: Hilde Warren und der Tod (Regie: Joe May)
- 1918: Die Frauen des Josias Graffenreuth (Regie: Otto Rippert)
- 1919: Die Rache ist mein (Regie: Alwin Neuß)
- 1919: Bettler GmbH (Regie: Alwin Neuß)
- 1919: Wolkenbau und Flimmerstern (Regie: Josef Coenen, Wolfgang Geiger)
- 1919: Totentanz (Regie: Otto Rippert)
- 1919: Lilith und Ly (Österreich, Regie: Erich Kober)
- 1919: Die Pest in Florenz (Regie: Otto Rippert)
- 1919: Die Frau mit den Orchideen (Regie: Otto Rippert)
- 1920: Die Herrin der Welt, 8. Teil: Die Rache der Maud Fergusson (Regie: Joe May)
- 1921: Hazard (Regie: Frederik Larsen)
- 1921: Das indische Grabmal, 1. Teil: Die Sendung des Yoghi (Regie: Joe May)
- 1921: Das indische Grabmal, 2. Teil: Der Tiger von Eschnapur (Regie: Joe May)

### Regisseur

#### Filme in Deutschland
- 1919: Halbblut (gilt als verloren)
- 1919: Der Herr der Liebe (mit Lang in einer kleinen Nebenrolle, gilt als verloren)
- 1919: Harakiri
- 1919: Die Spinnen, 1. Teil: Der goldene See
- 1920: Die Spinnen, 2. Teil: Das Brillantenschiff
- 1920: Das wandernde Bild
- 1921: Kämpfende Herzen
- 1921: Der müde Tod
- 1922: Dr. Mabuse, der Spieler, 1. Teil: Der große Spieler – Ein Bild der Zeit
- 1922: Dr. Mabuse, der Spieler, 2. Teil: Inferno, ein Spiel von Menschen unserer Zeit
- 1922/24: Die Nibelungen, 1. Teil: Siegfried
- 1922/24: Die Nibelungen, 2. Teil: Kriemhilds Rache
- 1927: Metropolis
- 1928: Spione
- 1929: Frau im Mond
- 1931: M
- 1933: Das Testament des Dr. Mabuse
- 1959: Der Tiger von Eschnapur
- 1959: Das indische Grabmal
- 1960: Die 1000 Augen des Dr. Mabuse

#### Filme in Frankreich
- 1934: Liliom
- 1964: Die Verachtung (Le mépris, Darsteller – als er selbst – und teilweise Regie)

#### Filme in den Vereinigten Staaten
- 1936: Blinde Wut (Fury)
- 1937: Gehetzt (You Only Live Once)
- 1938: Du und ich (You and Me)
- 1940: Rache für Jesse James (The Return of Frank James)
- 1941: Überfall der Ogalalla (Western Union)
- 1941: Menschenjagd (Man Hunt)
- 1943: Auch Henker sterben (Hangmen Also Die!)
- 1944: Ministerium der Angst (Ministry of Fear)
- 1944: Gefährliche Begegnung (The Woman in the Window)
- 1945: Straße der Versuchung (Scarlet Street)
- 1946: Im Geheimdienst (Cloak and Dagger)
- 1947: Geheimnis hinter der Tür (Secret Beyond the Door)
- 1950: Das Todeshaus am Fluß (House by the River)
- 1950: Der Held von Mindanao (American Guerilla in the Philippines)
- 1952: Engel der Gejagten (Rancho Notorious)
- 1952: Vor dem neuen Tag (Clash by Night)
- 1953: Gardenia – Eine Frau will vergessen (The Blue Gardenia)
- 1953: Heißes Eisen (The Big Heat)
- 1954: Lebensgier (Human Desire)
- 1955: Das Schloß im Schatten (Moonfleet)
- 1956: Die Bestie (While the City Sleeps)
- 1956: Jenseits allen Zweifels (Beyond a Reasonable Doubt)

## Filme über Fritz Lang
- Le dinosaure et le bébé (1964/1967). Film in der Reihe Cinéastes de notre temps von André S. Labarthe. – Fritz Lang im Gespräch mit Jean-Luc Godard.
- Fritz Lang Interviewed by William Friedkin (1974), 91 Minuten
- Fritz Lang. Film in der Reihe „Deutsche Lebensläufe“ von Artem Demenok. 2007, 45 Minuten – Ausgezeichnet mit dem Grimme-Preis 2007.[45]
- Fritz Lang – Der andere in uns. Dokudrama von Gordian Maugg, 2016

### Deutsche Literatur
- Rolf Aurich, Wolfgang Jacobsen, Cornelius Schnauber: Fritz Lang. Leben und Werk. Bilder und Dokumente. Jovis, Berlin 2001, ISBN 3-931321-74-6.
- Rolf Badenhausen: Lang, Fritz. In: Neue Deutsche Biographie (NDB). Band 13, Duncker & Humblot, Berlin 1982, ISBN 3-428-00194-X, S. 534 f. (Digitalisat).
- Maik Bozza, Michael Herrmann (Hrsg.): Schattenbilder – Lichtgestalten. Das Kino von Fritz Lang und F. W. Murnau. Filmstudien. transcript, Bielefeld 2009, ISBN 978-3-8376-1103-8.
- Dieter Dürrenmatt: Fritz Lang. Leben und Werk. Museum des Films Basel, Basel 1982, DNB 1045968927.
- Fred Gehler, Ullrich H. Kasten: Fritz Lang – Die Stimme von Metropolis. Henschel, Berlin 1990, ISBN 3-362-00522-5.
- Frieda Grafe, Enno Patalas, Hans Helmut Prinzler: Fritz Lang. (= Reihe Film. 7). Hanser, München/Wien 1976, ISBN 3-446-12202-8; 2., ergänzte Auflage, 1987, ISBN 3-446-14542-7.
- Norbert Grob: Fritz Lang. »Ich bin ein Augenmensch« – Die Biographie. Propyläen, Berlin 2014, ISBN 978-3-549-07423-7.
- Klaus Hoeppner (Red.): Fritz Lang. Filmblätter. Filmografie. Bibliografie. (= Filmheft. Nr. 6). Filmmuseum Berlin – Deutsche Kinemathek, Berlin 2001.
- Jan-Christopher Horak: Anti-Nazi-Filme der deutschsprachigen Emigration von Hollywood 1939–1945. Maks, Münster 1984, ISBN 3-88811-305-9.
- Peter W. Jansen, Wolfram Schütte (Hrsg.): Reihe Film. Band 7. München/Wien.
- Howard A. Rodman: Langopolis. Roman. Quadriga, Berlin 1990, ISBN 3-88679-701-5.
- Thomas Koebner: Fritz Lang. In: Thomas Koebner (Hrsg.): Filmregisseure. Biographien, Werkbeschreibungen, Filmographien. 3., aktualisierte und erweiterte Auflage. Reclam, Stuttgart 2008, ISBN 978-3-15-010662-4, S. 414–420.
- Ludwig Maibohm: Fritz Lang. (= Heyne Filmbibliothek. Band 32). Heyne, München 1981, ISBN 3-453-86034-9.
- Cornelius Schnauber: Fritz Lang in Hollywood. Unvollendete Memoiren. Europaverlag, Wien/München/Zürich 1986, ISBN 3-203-50953-9.
- Heide Schönemann: Fritz Lang. Filmbilder, Vorbilder. (= Reihe Deutsche Vergangenheit. Band 66). Filmmuseum Potsdam, Potsdam / Edition Hentrich, Berlin 1992, ISBN 3-89468-029-6.
- Georges Sturm: Fritz Lang, geboren in Wien (Übersetzung: Sibylle M. Sturm. Unveröffentlichtes Typoskript).[46]
- Georges Sturm: Die Circe, der Pfau und das Halbblut – Die Filme von Fritz Lang 1916–1921. (Vorwort von Bernard Eisenschitz; aus dem Französischen übersetzt von Sibylle M. Sturm.) WVT Wissenschaftlicher Verlag Trier, Trier 2001, ISBN 3-88476-434-9.
- Larissa Schütze: Fritz Lang im Exil: Filmkunst im Schatten der Politik. Meidenbauer, München 2006, ISBN 3-89975-587-1.
- Michael Töteberg: Fritz Lang. (Rowohlts Monographien). Rowohlt, Reinbek bei Hamburg 1985, ISBN 3-499-50339-5.
- Astrid Johanna Ofner (Hrsg.): Retrospektive Fritz Lang. Mit Beiträgen von Peter Nau, Michel Piccoli, Georges Franju, Jean Douchet, Bernard Eisenschitz et al. Viennale, Wien 2012, ISBN 978-3-901770-32-6.
- Kay Weniger: „Es wird im Leben dir mehr genommen als gegeben …“. Lexikon der aus Deutschland und Österreich emigrierten Filmschaffenden 1933 bis 1945. Eine Gesamtübersicht. ACABUS-Verlag, Hamburg 2011, ISBN 978-3-86282-049-8, S. 296–300.
- Robert Zion: Fritz Lang in Amerika. 35 Millimeter Verlag, Saarbrücken 2023, ISBN 978-3-00-072012-3.

### Englische Literatur
- Peter Bogdanovich: Fritz Lang in America. Studio Vista, London 1967.
- Lotte Eisner: Fritz Lang. London 1976.
- Manfred George [als: m.g.]: The Ministry of Fear. Paramount. In: Aufbau. (New York, NY), Jg. 11, Nr. 7, 16. Februar 1945.
- Paul M. Jensen: The Cinema of Fritz Lang. New York / London 1969.
- E. Ann Kaplan: Fritz Lang. A Guide to References and Resources. K.G. Hall, Boston 1981.
- Patrick McGilligan: Fritz Lang. The Nature of the Beast. Faber and Faber, New York 1997.
- Jure Mikuž, Zdenko Vrodlovec: Fritz Lang. o. O., Moderna galerija, Revija Ekran, Ljubljana 1990 (Das in slowenischer Sprache verfasste Buch enthält eine englischsprachige Zusammenfassung).
- Ray R. Nash, Stanley R. Ross, Robert B. Conelly (Hrsg.): Motion Picture Guide. Cinebooks, Chicago, IL 1987.
- Frederick W. Ott: The Films of Fritz Lang. Citadel, Secaucus, NJ 1979.

### Französische Literatur
- Bernard Eisenschitz, Paolo Bertetto: Fritz Lang. La mise en scène. Cinémathèque Française, Paris 1993.
- Reynold Humphries: Fritz Lang: cinéaste américain. Albatros, Paris 1982.
- Luc Moullet: Fritz Lang. Seghers, Paris 1963.
- Georges Sturm: Fritz Lang. films, textes, références. Presses universitaires Nancy, Nancy 1990.
- Georges Sturm: Fritz Lang, une ascendance viennoise. In: Cinémathèque. Band 6, 1994, S. 141–155.[46]
- Christian Viviani: Cape et Poignard. Le miroir et le geste. In: Positif. Nr. 405, (Paris), 1. November 1994.
- Arnaud Delalande, Eric Liberge: Fritz Lang, le maudit. Édition Les Arènes, Paris 2022; deutsch als: Fritz Lang Die Comic-Biografie. Knesebeck, München 2023, ISBN 978-3-95728-700-7.

### Brasilianische bzw. Portugiesische Literatur
- Georges Sturm: Fritz Lang, Uma ascendência vienense (Texto publicado originalmente em Revue Cinémathèque, n° 6, automne 1994). Imagens N.5. Cinema100 Anos. Uma publicação da Editora da Unicamp, Ausgabe 5. 1995, S. 92–99.[46]

## Audioporträt
- Martina Müller: Regisseur Fritz Lang. Von schlechten und sehr schlechten Menschen. 160.54 Minuten Audio-Version. Deutschlandfunk Kultur, Lange Nacht, 11. März 2023